# Coupe de France de football 2022-2023
Navigation
Édition précédente Édition suivante
La Coupe de France de football 2022-2023 est la 106e édition de la Coupe de France, compétition à élimination directe mettant aux prises des clubs de football amateurs et professionnels affiliés à la Fédération française de football, qui l'organise conjointement avec les ligues régionales. 7 382 clubs participent à cette édition 
Le vainqueur de la compétition se qualifie pour la phase de groupes de la Ligue Europa 2023-2024 et pour le Trophée des champions 2023.

## Déroulement de la compétition
Le système est le même que celui utilisé les années précédentes.

## Calendrier
Le calendrier est le suivant, :
| Tour | Nom                        | Dates retenues                        | Équipes entrantes  | Équipes participantes | Équipes gagnantes  |
| Phase préliminaire                                                                                            | Phase préliminaire         | Phase préliminaire                    | Phase préliminaire | Phase préliminaire    | Phase préliminaire |
| --- | -------------------------- | ------------------------------------- | ------------------ | --------------------- | ------------------ |
| 1 | Premier tour               | dates régionales                      | 5698               | 5698                  | 2849               |
| 2 | Deuxième tour              | dates régionales                      | 989                | 3838                  | 1919               |
| Entrée des 133 clubs de National 3 et du club représentant de St-Pierre-et-Miquelon                           |                            |                                       |                    |                       |                    |
| 3 | Troisième tour             | samedi 10 et dimanche 11 septembre    | 223                | 2142                  | 1071               |
| Entrée des 53 clubs de National 2                                                                             |                            |                                       |                    |                       |                    |
| 4 | Quatrième tour             | samedi 24 et dimanche 25 septembre    | 53                 | 1124                  | 562                |
| Entrée des 18 clubs de National                                                                               |                            |                                       |                    |                       |                    |
| 5 | Cinquième tour             | samedi 8 et dimanche 9 octobre        | 18                 | 580                   | 290                |
| 6 | Sixième tour               | samedi 15 et dimanche 16 octobre      | -                  | 290                   | 145                |
| Entrée des 20 clubs de Ligue 2 et des 3 clubs représentants de Mayotte, de Nouvelle-Calédonie et de Polynésie |                            |                                       |                    |                       |                    |
| 7 | Septième tour              | samedi 29 et dimanche 30 octobre      | 23                 | 168                   | 84                 |
| Entrée des 4 clubs représentants de Guadeloupe, de Guyane, de La Réunion et de Martinique                     |                            |                                       |                    |                       |                    |
| 8 | Huitième tour              | samedi 19 et dimanche 20 novembre     | 4                  | 88                    | 44                 |
| Phase finale                                                                                                  |                            |                                       |                    |                       |                    |
| Entrée des 20 clubs de Ligue 1                                                                                |                            |                                       |                    |                       |                    |
| 9 | Trente-deuxièmes de finale | samedi 7 et dimanche 8 janvier        | 20                 | 64                    | 32                 |
| 10 | Seizièmes de finale        | vendredi 20 au lundi 23 janvier       | -                  | 32                    | 16                 |
| 11 | Huitièmes de finale        | mercredi 8 et jeudi 9 février         | -                  | 16                    | 8                  |
| 12 | Quarts de finale           | mardi 28 février et mercredi 1er mars | -                  | 8                     | 4                  |
| 13 | Demi-finales               | mercredi 5 et jeudi 6 avril           | -                  | 4                     | 2                  |
| 14 | Finale au Stade de France  | samedi 29 avril                       | -                  | 2                     | 1                  |

## Phase préliminaire

### Tours régionaux
Plusieurs milliers de matchs sont joués lors des tours préliminaires.
Dans cet article, seuls seront indiqués l'ensemble des résultats à partir du 7e tour.
Pour consulter l'ensemble des rencontres, voir l'article en anglais : en:2022–23 Coupe de France preliminary rounds

### Septième tour
Les clubs qualifiés du 6e tour (145) sont rejoints par les 20 clubs de Ligue 2 ainsi que les représentants ultramarins de Mayotte, de Nouvelle-Calédonie et de Polynésie.

#### Participants
Les petits poucets sont au nombre de 4 : la JA Armentières, le CA Éperlecques, l'US Téteghem et le FC MNVDB. Ils évoluent en première division départementale dans leur district respectif.

#### Rencontres
Outre-mer
Des trois clubs ultramarins qui entrent au 7e tour, seul le club représentant de Polynésie joue à domicile contre un club métropolitain au contraire des clubs représentants de Mayotte et de Nouvelle-Calédonie qui se déplacent en Métropole.
Un tirage au sort pour déterminer le club qui se déplace en Polynésie a lieu le mardi 18 octobre, au CNF Clairefontaine, parmi une liste de clubs candidats ayant émis le souhait de se déplacer en outre-mer tandis que les deux autres clubs ultramarins, se déplaçant, sont intégrés au tirage au sort des clubs métropolitains,.
C'est l'ASM Belfort FC qui est tiré pour ce match en Polynésie.
- Représentant de Polynésie

| 29 octobre 2022 | AS Vénus (Polynésie) | 0 - 3   | ASM Belfort FC (N2) |                                                                                       |                                                                                       |
| 19 h 0 UTC-10   |                      | (0 - 0) |                     | Stade Pater Te Hono Nui, Pirae Diffuseur : Polynésie La 1ère Arbitrage : Pierre Legat | Stade Pater Te Hono Nui, Pirae Diffuseur : Polynésie La 1ère Arbitrage : Pierre Legat |
| 19 h 0 UTC-10   | Rapport              |         |                     | Stade Pater Te Hono Nui, Pirae Diffuseur : Polynésie La 1ère Arbitrage : Pierre Legat | Stade Pater Te Hono Nui, Pirae Diffuseur : Polynésie La 1ère Arbitrage : Pierre Legat |

- Représentant de Mayotte

Le club des Diables noirs de Combani est placé dans le groupe C : match contre FC Annecy (L2) (voir plus bas).
- Représentant de Nouvelle-Calédonie

Le club de Hienghène Sport est placé dans le groupe B : match contre Olympique Saint-Quentin (N2) (voir plus bas).
Métropole
Le tirage au sort a lieu le mercredi 19 octobre à partir de 11h30 au Centre national du football de Clairefontaine (Yvelines).
Les équipes sont réparties dans dix groupes distincts de niveau équitable et géographiques pour éviter les longs déplacements : huit groupes de 16 équipes (A, B, C, D, F, G, H, I), un groupe de 18 équipes (J) et un groupe de 20 équipes (E).
Le tirage au sort est effectué par Aline Riera, trésorière générale de la FFF, Franck Raviot, entraîneur des gardiens de l'Équipe de France, José Alcocer, entraîneur national, champion d'Europe U17 2022, Jimmy Briand, ancien attaquant international, Ruddy Buquet, arbitre international, et Jérémy Stinat, arbitre fédéral 1.
- Groupe A

| 29 octobre 2022 | FCE Mérignac-Arlac (R1) | 0 - 1   | Chamois niortais FC (L2) |                                                            |                                                            |
| 14 h 0 CEST     |                         | (0 - 1) | 10e Rocheteau            | Stade Robert Brettes, Mérignac Arbitrage : Robin Chapapria | Stade Robert Brettes, Mérignac Arbitrage : Robin Chapapria |
| 14 h 0 CEST     | Bouchon 61e             | Rapport | 12e Vallier              | Stade Robert Brettes, Mérignac Arbitrage : Robin Chapapria | Stade Robert Brettes, Mérignac Arbitrage : Robin Chapapria |

| 29 octobre 2022 | AF Biars Bretenoux (R1) | 1 - 2   | Bergerac Périgord FC (N2) |                                                            |                                                            |
| 19 h 0 CEST     |                         | (1 - 2) |                           | Stade Municipal, Biars-sur-Cère Arbitrage : Julien Schmitt | Stade Municipal, Biars-sur-Cère Arbitrage : Julien Schmitt |
| 19 h 0 CEST     | Rapport                 |         |                           | Stade Municipal, Biars-sur-Cère Arbitrage : Julien Schmitt | Stade Municipal, Biars-sur-Cère Arbitrage : Julien Schmitt |

| 29 octobre 2022 | SO Châtellerault (N3) | 4 - 2   | SA Mérignac (R1) |                                                                  |                                                                  |
| 19 h 0 CEST     |                       | (2 - 2) |                  | Stade de la Montée-Rouge, Châtellerault Arbitrage : Romain Rétif | Stade de la Montée-Rouge, Châtellerault Arbitrage : Romain Rétif |
| 19 h 0 CEST     | Rapport               |         |                  | Stade de la Montée-Rouge, Châtellerault Arbitrage : Romain Rétif | Stade de la Montée-Rouge, Châtellerault Arbitrage : Romain Rétif |

| 29 octobre 2022 | FC Chauray (R1) | 0 - 1   | Avoine O. Chinon Cinais (N3) |                                                   |                                                   |
| 19 h 0 CEST     |                 | (0 - 0) |                              | Stade Municipal, Chauray Arbitrage : Hugo Ducasse | Stade Municipal, Chauray Arbitrage : Hugo Ducasse |
| 19 h 0 CEST     | Rapport         |         |                              | Stade Municipal, Chauray Arbitrage : Hugo Ducasse | Stade Municipal, Chauray Arbitrage : Hugo Ducasse |

| 28 octobre 2022 | Stade Poitevin FC (N3)                | 0 - 1   | LB Châteauroux (N) |                                                              |                                                              |
| 19 h 30 CEST    |                                       | (0 - 1) | 9e Ouaneh          | Stade Michel-Amand, Buxerolles Arbitrage : Soulaimane Chamel | Stade Michel-Amand, Buxerolles Arbitrage : Soulaimane Chamel |
| 19 h 30 CEST    | Foulon 53e · Durimel 89e · Herpin 90e | Rapport | 76e Bianchini      | Stade Michel-Amand, Buxerolles Arbitrage : Soulaimane Chamel | Stade Michel-Amand, Buxerolles Arbitrage : Soulaimane Chamel |

| 30 octobre 2022 | AS Merpins (R2)   | 0 - 0 3 - 5 t. a. b. | US Lège-Cap-Ferret (N3) |                                                              |                                                              |
| 14 h 0 CET      |                   | (0 - 0)              |                         | Stade Claude Boué, Châteaubernard Arbitrage : Robin Hingrand | Stade Claude Boué, Châteaubernard Arbitrage : Robin Hingrand |
| 14 h 0 CET      | Rapport           |                      |                         | Stade Claude Boué, Châteaubernard Arbitrage : Robin Hingrand | Stade Claude Boué, Châteaubernard Arbitrage : Robin Hingrand |
| 14 h 0 CET      | Tirs au but 3 - 5 |                      |                         | Stade Claude Boué, Châteaubernard Arbitrage : Robin Hingrand | Stade Claude Boué, Châteaubernard Arbitrage : Robin Hingrand |

| 28 octobre 2022 | Angoulême CFC (N2)                   | 1 - 1 3 - 4 t. a. b. | Trélissac FC (N2)           |                                                             |                                                             |
| 20 h 0 CEST     | Leymonie 44e                         | (1 - 1)              | 7e Gouache                  | Stade Camille-Lebon, Angoulême Arbitrage : Steven Llewellyn | Stade Camille-Lebon, Angoulême Arbitrage : Steven Llewellyn |
| 20 h 0 CEST     | Keyoubie 39e · Ehua 49e · Marmot 83e | Rapport              | 24e Gnaleko · 64e Gassama · | Stade Camille-Lebon, Angoulême Arbitrage : Steven Llewellyn | Stade Camille-Lebon, Angoulême Arbitrage : Steven Llewellyn |
| 20 h 0 CEST     | Tirs au but 3 - 4                    |                      |                             | Stade Camille-Lebon, Angoulême Arbitrage : Steven Llewellyn | Stade Camille-Lebon, Angoulême Arbitrage : Steven Llewellyn |

| 29 octobre 2022 | Stade bordelais (N2) | 0 - 3   | FC Girondins de Bordeaux (L2) |                                                              |                                                              |
| 20 h 0 CEST     |                      | (0 - 0) |                               | Stade Sainte-Germaine, Le Bouscat Arbitrage : Romain Delpech | Stade Sainte-Germaine, Le Bouscat Arbitrage : Romain Delpech |
| 20 h 0 CEST     | Rapport              |         |                               | Stade Sainte-Germaine, Le Bouscat Arbitrage : Romain Delpech | Stade Sainte-Germaine, Le Bouscat Arbitrage : Romain Delpech |

- Groupe B

| 30 octobre 2022 | JA Armentières (D1) | 0 - 2   | SC Marnaval (R1) |                                                         |                                                         |
| 14 h 0 CET      |                     | (0 - 1) |                  | Stade Léo Lagrange, Armentières Arbitrage : Loann Darcy | Stade Léo Lagrange, Armentières Arbitrage : Loann Darcy |
| 14 h 0 CET      | Rapport             |         |                  | Stade Léo Lagrange, Armentières Arbitrage : Loann Darcy | Stade Léo Lagrange, Armentières Arbitrage : Loann Darcy |

| 29 octobre 2022 | AS Prix-lès-Mézières (N3)                 | 0 - 0 2 - 4 t. a. b. | SC Bastia (L2) |                                                                   |                                                                   |
| 16 h 0 CEST     |                                           | (0 - 0)              |                | Stade du Petit-Bois, Charleville-Mézières Arbitrage : Eddy Rosier | Stade du Petit-Bois, Charleville-Mézières Arbitrage : Eddy Rosier |
| 16 h 0 CEST     | Marbeuhan 4e · Borgniet 11e · Jacquet 90e | Rapport              | 35e Ducrocq ·  | Stade du Petit-Bois, Charleville-Mézières Arbitrage : Eddy Rosier | Stade du Petit-Bois, Charleville-Mézières Arbitrage : Eddy Rosier |
| 16 h 0 CEST     | Tirs au but 2 - 4                         |                      |                | Stade du Petit-Bois, Charleville-Mézières Arbitrage : Eddy Rosier | Stade du Petit-Bois, Charleville-Mézières Arbitrage : Eddy Rosier |

| 30 octobre 2022 | FC Fleury 91 (N2) | 1 - 1 3 - 5 t. a. b. | Reims Sainte-Anne (N3) |                                                                   |                                                                   |
| 14 h 0 CET      | Petrilli 57e      | (0 - 0)              | 90+1e Tacalfred        | Stade Auguste Gentelet, Fleury-Mérogis Arbitrage : Médéric Lacour | Stade Auguste Gentelet, Fleury-Mérogis Arbitrage : Médéric Lacour |
| 14 h 0 CET      | Rapport           |                      |                        | Stade Auguste Gentelet, Fleury-Mérogis Arbitrage : Médéric Lacour | Stade Auguste Gentelet, Fleury-Mérogis Arbitrage : Médéric Lacour |
| 14 h 0 CET      | Tirs au but 3 - 5 |                      |                        | Stade Auguste Gentelet, Fleury-Mérogis Arbitrage : Médéric Lacour | Stade Auguste Gentelet, Fleury-Mérogis Arbitrage : Médéric Lacour |

| 30 octobre 2022 | FC Bondues (R2) | 0 - 2   | Wasquehal Football (N2) |                                                       |                                                       |
| 14 h 0 CET      |                 | (0 - 0) |                         | Complexe du Fort, Bondues Arbitrage : Clément Visbecq | Complexe du Fort, Bondues Arbitrage : Clément Visbecq |
| 14 h 0 CET      | Rapport         |         |                         | Complexe du Fort, Bondues Arbitrage : Clément Visbecq | Complexe du Fort, Bondues Arbitrage : Clément Visbecq |

| 30 octobre 2022 | Olympique marcquois (N3) | 3 - 1   | AC Cambrai (R1) |                                                                     |                                                                     |
| 16 h 0 CET      |                          | (2 - 0) |                 | Stade George Niquet, Marcq-en-Barœul Arbitrage : Henri Dutech Perez | Stade George Niquet, Marcq-en-Barœul Arbitrage : Henri Dutech Perez |
| 16 h 0 CET      | Rapport                  |         |                 | Stade George Niquet, Marcq-en-Barœul Arbitrage : Henri Dutech Perez | Stade George Niquet, Marcq-en-Barœul Arbitrage : Henri Dutech Perez |

| 29 octobre 2022 | Olympique Saint-Quentin (N2) | 2 - 1   | Hienghène Sport (Nouvelle-Calédonie) | | |
| 14 h 0 CEST     |                              | (0 - 1) |                                      | Stade Paul Débrésie, Saint-Quentin Diffuseur : Nouvelle-Calédonie La 1ère Arbitrage : Marc Michout | Stade Paul Débrésie, Saint-Quentin Diffuseur : Nouvelle-Calédonie La 1ère Arbitrage : Marc Michout |
| 14 h 0 CEST     | Rapport                      |         |                                      | Stade Paul Débrésie, Saint-Quentin Diffuseur : Nouvelle-Calédonie La 1ère Arbitrage : Marc Michout | Stade Paul Débrésie, Saint-Quentin Diffuseur : Nouvelle-Calédonie La 1ère Arbitrage : Marc Michout |

| 29 octobre 2022 | Valenciennes FC (L2) | 1 - 1 3 - 1 t. a. b. | Red Star FC (N) |                                                                            |                                                                            |
| 18 h 0 CEST     |                      | (0 - 0)              |                 | Stade du Hainaut, Valenciennes Diffuseur : FFFTV Arbitrage : Mickaël Leleu | Stade du Hainaut, Valenciennes Diffuseur : FFFTV Arbitrage : Mickaël Leleu |
| 18 h 0 CEST     | Rapport              |                      |                 | Stade du Hainaut, Valenciennes Diffuseur : FFFTV Arbitrage : Mickaël Leleu | Stade du Hainaut, Valenciennes Diffuseur : FFFTV Arbitrage : Mickaël Leleu |
| 18 h 0 CEST     | Tirs au but 3 - 1    |                      |                 | Stade du Hainaut, Valenciennes Diffuseur : FFFTV Arbitrage : Mickaël Leleu | Stade du Hainaut, Valenciennes Diffuseur : FFFTV Arbitrage : Mickaël Leleu |

| 30 octobre 2022 | Entente Feignies Aulnoye FC (N3) | 2 - 1   | US Escaudain (R1) |                                                                    |                                                                    |
| 14 h 0 CET      |                                  | (1 - 1) |                   | Complexe Sportif Didier Eloy, Feignies Arbitrage : Valentin Cardon | Complexe Sportif Didier Eloy, Feignies Arbitrage : Valentin Cardon |
| 14 h 0 CET      | Rapport                          |         |                   | Complexe Sportif Didier Eloy, Feignies Arbitrage : Valentin Cardon | Complexe Sportif Didier Eloy, Feignies Arbitrage : Valentin Cardon |

- Groupe C

| 29 octobre 2022 | Chambéry SF (N3)                                                              | 1 - 1 4 - 3 t. a. b. | FC Bourgoin-Jallieu (N3)            |                                                             |                                                             |
| 17 h 0 CEST     | Volic 47e                                                                     | (0 - 1)              | 39e Gonzalez                        | Plaine de jeux Mager, Chambéry Arbitrage : Alexandra Collin | Plaine de jeux Mager, Chambéry Arbitrage : Alexandra Collin |
| 17 h 0 CEST     | Sawaz 8e · Kebani 42e · Poujol 58e · Cetin 71e · Martineau 79e · Braillon 89e | Rapport              | 29e Diaw · 68e Niang · 79e Tanard · | Plaine de jeux Mager, Chambéry Arbitrage : Alexandra Collin | Plaine de jeux Mager, Chambéry Arbitrage : Alexandra Collin |
| 17 h 0 CEST     | Tirs au but 4 - 3                                                             |                      |                                     | Plaine de jeux Mager, Chambéry Arbitrage : Alexandra Collin | Plaine de jeux Mager, Chambéry Arbitrage : Alexandra Collin |

| 30 octobre 2022 | GFA Rumilly Vallières (N3) | 3 - 0   | FC Saint-Louis Neuweg (R1) |                                                          |                                                          |
| 14 h 30 CET     |                            | (2 - 0) |                            | Stade des Grangettes, Rumilly Arbitrage : Alexis Guillon | Stade des Grangettes, Rumilly Arbitrage : Alexis Guillon |
| 14 h 30 CET     | Rapport                    |         |                            | Stade des Grangettes, Rumilly Arbitrage : Alexis Guillon | Stade des Grangettes, Rumilly Arbitrage : Alexis Guillon |

| 29 octobre 2022 | AS Illzach Modenheim (R1) | 1 - 4   | Grenoble Foot 38 (L2)          |                                                            |                                                            |
| 15 h 0 CEST     | Milazzo 32e               | (1 - 2) | 38e Phaeton · 42e 49e 66e Tell | Stade Joseph Biechlin, Illzach Arbitrage : Geoffrey Kubler | Stade Joseph Biechlin, Illzach Arbitrage : Geoffrey Kubler |
| 15 h 0 CEST     |                           | Rapport | 90e Bunjaku                    | Stade Joseph Biechlin, Illzach Arbitrage : Geoffrey Kubler | Stade Joseph Biechlin, Illzach Arbitrage : Geoffrey Kubler |

| 1er novembre 2022 | ES Tarentaise (R2) | 0 - 5   | FC Villefranche Beaujolais (N) |                                                                 |                                                                 |
| 14 h 0 CET        |                    | (0 - 3) |                                | Stade Joseph Bardassier, Moûtiers Arbitrage : Alexandre Mercier | Stade Joseph Bardassier, Moûtiers Arbitrage : Alexandre Mercier |
| 14 h 0 CET        | Rapport            |         |                                | Stade Joseph Bardassier, Moûtiers Arbitrage : Alexandre Mercier | Stade Joseph Bardassier, Moûtiers Arbitrage : Alexandre Mercier |

| 29 octobre 2022 | FC Annecy (L2)                                                      | 8 - 1   | Diables noirs (Mayotte)      |                                                                                 |                                                                                 |
| 16 h 0 CEST     | Kashi 10e · Pajot 25e 45e 65e · Sahi 34e 71e · Bengueddoudj 81e 88e | (4 - 1) | 29e Fadhul                   | Parc des Sports, Annecy Diffuseur : Mayotte La 1ère Arbitrage : Azzedine Souifi | Parc des Sports, Annecy Diffuseur : Mayotte La 1ère Arbitrage : Azzedine Souifi |
| 16 h 0 CEST     | Mendy 47e                                                           | Rapport | 28e Marius · 45e Djamalidine | Parc des Sports, Annecy Diffuseur : Mayotte La 1ère Arbitrage : Azzedine Souifi | Parc des Sports, Annecy Diffuseur : Mayotte La 1ère Arbitrage : Azzedine Souifi |

| 29 octobre 2022 | AS Saint-Priest (N2) | 0 - 1   | Lyon-La Duchère (N2) |                                                               |                                                               |
| 18 h 0 CEST     |                      | (0 - 0) |                      | Stade Jacques Joly, Saint-Priest Arbitrage : Maxime Apruzzese | Stade Jacques Joly, Saint-Priest Arbitrage : Maxime Apruzzese |
| 18 h 0 CEST     | Rapport              |         |                      | Stade Jacques Joly, Saint-Priest Arbitrage : Maxime Apruzzese | Stade Jacques Joly, Saint-Priest Arbitrage : Maxime Apruzzese |

| 30 octobre 2022 | Vénissieux FC (R1) | 0 - 2   | FC Limonest DSD (N3) |                                                            |                                                            |
| 14 h 0 CET      |                    | (0 - 2) |                      | Stade Laurent Gérin, Vénissieux Arbitrage : Timothé Bonnot | Stade Laurent Gérin, Vénissieux Arbitrage : Timothé Bonnot |
| 14 h 0 CET      | Rapport            |         |                      | Stade Laurent Gérin, Vénissieux Arbitrage : Timothé Bonnot | Stade Laurent Gérin, Vénissieux Arbitrage : Timothé Bonnot |

| 29 octobre 2022 | Jura Sud Foot (N2) | 3 - 1   | FC Vaulx-en-Velin (N3) |                                                             |                                                             |
| 18 h 0 CEST     |                    | (1 - 1) |                        | Stade municipal, Moirans-en-Montagne Arbitrage : Maxim Plat | Stade municipal, Moirans-en-Montagne Arbitrage : Maxim Plat |
| 18 h 0 CEST     | Rapport            |         |                        | Stade municipal, Moirans-en-Montagne Arbitrage : Maxim Plat | Stade municipal, Moirans-en-Montagne Arbitrage : Maxim Plat |

- Groupe D

| 29 octobre 2022 | FC Lescar (R1) | 0 - 2   | Entente Boé/Bon-Encontre (R2) |                                                             |                                                             |
| 20 h 0 CEST     |                | (0 - 0) |                               | Stade Bernard Masseillou, Lescar Arbitrage : Hakim Mahaoudi | Stade Bernard Masseillou, Lescar Arbitrage : Hakim Mahaoudi |
| 20 h 0 CEST     | Rapport        |         |                               | Stade Bernard Masseillou, Lescar Arbitrage : Hakim Mahaoudi | Stade Bernard Masseillou, Lescar Arbitrage : Hakim Mahaoudi |

| 29 octobre 2022 | SC Toulon (N2)                          | 1 - 1 3 - 4 t. a. b. | Aubagne FC (N2)                        |                                                               |                                                               |
| 16 h 0 CEST     | Diallo 26e                              | (1 - 1)              | 25e Dali Amar                          | Stade de Bon Rencontre, Toulon Arbitrage : Valentin Giorgetti | Stade de Bon Rencontre, Toulon Arbitrage : Valentin Giorgetti |
| 16 h 0 CEST     | Ouhammou 23e · Gandi 27e · Ouasfane 79e | Rapport              | 11e Elana · 73e Savana · 90e Soumare · | Stade de Bon Rencontre, Toulon Arbitrage : Valentin Giorgetti | Stade de Bon Rencontre, Toulon Arbitrage : Valentin Giorgetti |
| 16 h 0 CEST     | Tirs au but 3 - 4                       |                      |                                        | Stade de Bon Rencontre, Toulon Arbitrage : Valentin Giorgetti | Stade de Bon Rencontre, Toulon Arbitrage : Valentin Giorgetti |

| 29 octobre 2022 | Montauban FC TG (R2) | 2 - 2 6 - 5 t. a. b. | Olympique d'Alès (N2) |                                                                       |                                                                       |
| 18 h 0 CEST     |                      | (1 - 1)              |                       | Complexe Sportif Jean Verbeke, Montauban Arbitrage : Aldric Chancioux | Complexe Sportif Jean Verbeke, Montauban Arbitrage : Aldric Chancioux |
| 18 h 0 CEST     | Rapport              |                      |                       | Complexe Sportif Jean Verbeke, Montauban Arbitrage : Aldric Chancioux | Complexe Sportif Jean Verbeke, Montauban Arbitrage : Aldric Chancioux |
| 18 h 0 CEST     | Tirs au but 6 - 5    |                      |                       | Complexe Sportif Jean Verbeke, Montauban Arbitrage : Aldric Chancioux | Complexe Sportif Jean Verbeke, Montauban Arbitrage : Aldric Chancioux |

| 29 octobre 2022 | Nîmes Olympique (L2) | 3 - 0   | FC Borgo (N) |                                                       |                                                       |
| 19 h 0 CEST     |                      | (2 - 0) |              | Stade des Costières, Nîmes Arbitrage : Antoine Valnet | Stade des Costières, Nîmes Arbitrage : Antoine Valnet |
| 19 h 0 CEST     | Rapport              |         |              | Stade des Costières, Nîmes Arbitrage : Antoine Valnet | Stade des Costières, Nîmes Arbitrage : Antoine Valnet |

| 29 octobre 2022 | USS Aigues-Mortes (N3) | 0 - 3   | Pau FC (L2)                             |                                                           |                                                           |
| 15 h 0 CEST     |                        | (0 - 2) | 24e Saivet · 28e George · 83e Abzi      | Stade du Bourgidou, Aigues-Mortes Arbitrage : Ahmed Taleb | Stade du Bourgidou, Aigues-Mortes Arbitrage : Ahmed Taleb |
| 15 h 0 CEST     | Borg 58e · Sainz 82e   | Rapport | 19e Ndiaye · 70e D'Almeida · 77e Saivet | Stade du Bourgidou, Aigues-Mortes Arbitrage : Ahmed Taleb | Stade du Bourgidou, Aigues-Mortes Arbitrage : Ahmed Taleb |

| 30 octobre 2022 | RCO Agde (N3) | 2 - 3   | US Colomiers (N3) |                                                   |                                                   |
| 14 h 0 CET      |               | (1 - 1) |                   | Stade Louis Sanguin, Agde Arbitrage : Romain Zamo | Stade Louis Sanguin, Agde Arbitrage : Romain Zamo |
| 14 h 0 CET      | Rapport       |         |                   | Stade Louis Sanguin, Agde Arbitrage : Romain Zamo | Stade Louis Sanguin, Agde Arbitrage : Romain Zamo |

| 30 octobre 2022 | Hyères 83 FC (N2) | 2 - 2 4 - 2 t. a. b. | FC Albères Argelès (N3) |                                                 |                                                 |
| 15 h 0 CET      |                   | (1 - 2)              |                         | Stade Perruc, Hyères Arbitrage : Victor Petigny | Stade Perruc, Hyères Arbitrage : Victor Petigny |
| 15 h 0 CET      | Rapport           |                      |                         | Stade Perruc, Hyères Arbitrage : Victor Petigny | Stade Perruc, Hyères Arbitrage : Victor Petigny |
| 15 h 0 CET      | Tirs au but 4 - 2 |                      |                         | Stade Perruc, Hyères Arbitrage : Victor Petigny | Stade Perruc, Hyères Arbitrage : Victor Petigny |

| 30 octobre 2022 | Union St-Estève Perpignan (R1) | 3 - 1   | FU Narbonne (R1) |                                                           |                                                           |
| 14 h 0 CET      |                                | (1 - 1) |                  | Stade des Aloès, Saint-Estève Arbitrage : Guillaume Janin | Stade des Aloès, Saint-Estève Arbitrage : Guillaume Janin |
| 14 h 0 CET      | Rapport                        |         |                  | Stade des Aloès, Saint-Estève Arbitrage : Guillaume Janin | Stade des Aloès, Saint-Estève Arbitrage : Guillaume Janin |

- Groupe E

| 29 octobre 2022 | Orvault SF (R1)   | 1 - 1 6 - 5 t. a. b. | Stade lavallois (L2) |                                                                  |                                                                  |
| 15 h 0 CEST     | Kersuzan 32e      | (1 - 0)              | 84e Durbant          | Stade de Gagné, Orvault Diffuseur : FFFTV Arbitrage : Léo Beulet | Stade de Gagné, Orvault Diffuseur : FFFTV Arbitrage : Léo Beulet |
| 15 h 0 CEST     |                   | Rapport              | 89e Duterte ·        | Stade de Gagné, Orvault Diffuseur : FFFTV Arbitrage : Léo Beulet | Stade de Gagné, Orvault Diffuseur : FFFTV Arbitrage : Léo Beulet |
| 15 h 0 CEST     | Tirs au but 6 - 5 |                      |                      | Stade de Gagné, Orvault Diffuseur : FFFTV Arbitrage : Léo Beulet | Stade de Gagné, Orvault Diffuseur : FFFTV Arbitrage : Léo Beulet |

| 30 octobre 2022 | Séné FC (R2) | 0 - 3   | AS Châtaigneraie (R1) |                                                         |                                                         |
| 15 h 0 CET      |              | (0 - 1) |                       | Stade Alphonse Le Derf, Séné Arbitrage : Thomas Rocaboy | Stade Alphonse Le Derf, Séné Arbitrage : Thomas Rocaboy |
| 15 h 0 CET      | Rapport      |         |                       | Stade Alphonse Le Derf, Séné Arbitrage : Thomas Rocaboy | Stade Alphonse Le Derf, Séné Arbitrage : Thomas Rocaboy |

| 30 octobre 2022 | AG Plouvorn (R1)  | 0 - 0 5 - 4 t. a. b. | Sablé FC (N3) |                                                          |                                                          |
| 14 h 30 CET     |                   | (0 - 0)              |               | Stade Guy-de-Réals, Plouvorn Arbitrage : Louison Olivier | Stade Guy-de-Réals, Plouvorn Arbitrage : Louison Olivier |
| 14 h 30 CET     | Rapport           |                      |               | Stade Guy-de-Réals, Plouvorn Arbitrage : Louison Olivier | Stade Guy-de-Réals, Plouvorn Arbitrage : Louison Olivier |
| 14 h 30 CET     | Tirs au but 5 - 4 |                      |               | Stade Guy-de-Réals, Plouvorn Arbitrage : Louison Olivier | Stade Guy-de-Réals, Plouvorn Arbitrage : Louison Olivier |

| 29 octobre 2022 | Vannes OC (N2)           | 1 - 1 6 - 5 t. a. b. | US Concarneau (N)                       |                                                           |                                                           |
| 17 h 0 CEST     | Ebrard 10e               | (1 - 1)              | 13e Gboho                               | Stade de la Rabine, Vannes Arbitrage : Tifenn Leprodhomme | Stade de la Rabine, Vannes Arbitrage : Tifenn Leprodhomme |
| 17 h 0 CEST     | Talmont 73e · Ebrard 90e | Rapport              | 40e Lebeau · 54e Boutrah · 78e Traoré · | Stade de la Rabine, Vannes Arbitrage : Tifenn Leprodhomme | Stade de la Rabine, Vannes Arbitrage : Tifenn Leprodhomme |
| 17 h 0 CEST     | Tirs au but 6 - 5        |                      |                                         | Stade de la Rabine, Vannes Arbitrage : Tifenn Leprodhomme | Stade de la Rabine, Vannes Arbitrage : Tifenn Leprodhomme |

| 29 octobre 2022 | Mareuil SC (R2) | 1 - 6   | VHF Les Herbiers (N2) |                                                         |                                                         |
| 18 h 30 CEST    |                 | (0 - 1) |                       | Stade Jean-de-Mouzon, Luçon Arbitrage : Aurélien Grizon | Stade Jean-de-Mouzon, Luçon Arbitrage : Aurélien Grizon |
| 18 h 30 CEST    | Rapport         |         |                       | Stade Jean-de-Mouzon, Luçon Arbitrage : Aurélien Grizon | Stade Jean-de-Mouzon, Luçon Arbitrage : Aurélien Grizon |

| 30 octobre 2022 | Auray FC (R1) | 0 - 2   | EA Guingamp (L2) |                                                      |                                                      |
| 14 h 0 CET      |               | (0 - 1) |                  | Stade de la Rabine, Vannes Arbitrage : Pierre Retail | Stade de la Rabine, Vannes Arbitrage : Pierre Retail |
| 14 h 0 CET      | Rapport       |         |                  | Stade de la Rabine, Vannes Arbitrage : Pierre Retail | Stade de la Rabine, Vannes Arbitrage : Pierre Retail |

| 29 octobre 2022 | AS Vitré (N3)     | 0 - 0 3 - 4 t. a. b. | PD Ergué-Gabéric (R1) |                                                   |                                                   |
| 17 h 0 CEST     |                   | (0 - 0)              |                       | Stade municipal, Vitré Arbitrage : Gaëtan Deneuve | Stade municipal, Vitré Arbitrage : Gaëtan Deneuve |
| 17 h 0 CEST     | Hervé 90e         | Rapport              | 75e Gueguen ·         | Stade municipal, Vitré Arbitrage : Gaëtan Deneuve | Stade municipal, Vitré Arbitrage : Gaëtan Deneuve |
| 17 h 0 CEST     | Tirs au but 3 - 4 |                      |                       | Stade municipal, Vitré Arbitrage : Gaëtan Deneuve | Stade municipal, Vitré Arbitrage : Gaëtan Deneuve |

| 29 octobre 2022 | Stade plabennécois (N3) | 1 - 0   | SO Cholet (N) |                                                        |                                                        |
| 18 h 30 CEST    |                         | (0 - 0) |               | Stade de Kervéguen, Plabennec Arbitrage : Kevin Barbin | Stade de Kervéguen, Plabennec Arbitrage : Kevin Barbin |
| 18 h 30 CEST    | Rapport                 |         |               | Stade de Kervéguen, Plabennec Arbitrage : Kevin Barbin | Stade de Kervéguen, Plabennec Arbitrage : Kevin Barbin |

| 30 octobre 2022 | JSC Bellevue Nantes (R1) | 2 - 0   | AC Basse-Goulaine (R1) |                                                            |                                                            |
| 14 h 0 CET      |                          | (1 - 0) |                        | Stade des Bernardières, Nantes Arbitrage : Romain Bénéteau | Stade des Bernardières, Nantes Arbitrage : Romain Bénéteau |
| 14 h 0 CET      | Rapport                  |         |                        | Stade des Bernardières, Nantes Arbitrage : Romain Bénéteau | Stade des Bernardières, Nantes Arbitrage : Romain Bénéteau |

| 29 octobre 2022 | Voltigeurs de Châteaubriant (N2) | 1 - 1 3 - 4 t. a. b. | Lannion FC (N3) |                                                                    |                                                                    |
| 18 h 0 CEST     |                                  | (0 - 0)              |                 | Stade de la Ville en Bois, Châteaubriant Arbitrage : Yohan Gagnant | Stade de la Ville en Bois, Châteaubriant Arbitrage : Yohan Gagnant |
| 18 h 0 CEST     | Rapport                          |                      |                 | Stade de la Ville en Bois, Châteaubriant Arbitrage : Yohan Gagnant | Stade de la Ville en Bois, Châteaubriant Arbitrage : Yohan Gagnant |
| 18 h 0 CEST     | Tirs au but 3 - 4                |                      |                 | Stade de la Ville en Bois, Châteaubriant Arbitrage : Yohan Gagnant | Stade de la Ville en Bois, Châteaubriant Arbitrage : Yohan Gagnant |

- Groupe F

| 29 octobre 2022 | NDC Angers (R1) | 2 - 4   | US Granville (N2) |                                                  |                                                  |
| 18 h 0 CEST     |                 | (1 - 1) |                   | Stade André Bertin, Angers Arbitrage : Paul Garo | Stade André Bertin, Angers Arbitrage : Paul Garo |
| 18 h 0 CEST     | Rapport         |         |                   | Stade André Bertin, Angers Arbitrage : Paul Garo | Stade André Bertin, Angers Arbitrage : Paul Garo |

| 29 octobre 2022 | Évreux FC (N2) | 1 - 0   | Grand-Quevilly FC (N3) |                                                                |                                                                |
| 18 h 0 CEST     |                | (0 - 0) |                        | Stade Mathieu Bodmer, Évreux Arbitrage : Mohamed Awaisse Akbar | Stade Mathieu Bodmer, Évreux Arbitrage : Mohamed Awaisse Akbar |
| 18 h 0 CEST     | Rapport        |         |                        | Stade Mathieu Bodmer, Évreux Arbitrage : Mohamed Awaisse Akbar | Stade Mathieu Bodmer, Évreux Arbitrage : Mohamed Awaisse Akbar |

| 30 octobre 2022 | Le Havre Caucriauville (R2) | 0 - 4   | AF Vire (N3) |                                                               |                                                               |
| 14 h 30 CET     |                             | (0 - 0) |              | Stade Jules Ladoumègue, Le Havre Arbitrage : Lukas Puzilewicz | Stade Jules Ladoumègue, Le Havre Arbitrage : Lukas Puzilewicz |
| 14 h 30 CET     | Rapport                     |         |              | Stade Jules Ladoumègue, Le Havre Arbitrage : Lukas Puzilewicz | Stade Jules Ladoumègue, Le Havre Arbitrage : Lukas Puzilewicz |

| 29 octobre 2022 | US Saint-Malo (N2) | 2 - 2 3 - 4 t. a. b. | SM Caen (L2) |                                                                           |                                                                           |
| 18 h 0 CEST     |                    | (1 - 0)              |              | Stade de Marville, Saint-Malo Diffuseur : FFFTV Arbitrage : Gabriel Henry | Stade de Marville, Saint-Malo Diffuseur : FFFTV Arbitrage : Gabriel Henry |
| 18 h 0 CEST     | Rapport            |                      |              | Stade de Marville, Saint-Malo Diffuseur : FFFTV Arbitrage : Gabriel Henry | Stade de Marville, Saint-Malo Diffuseur : FFFTV Arbitrage : Gabriel Henry |
| 18 h 0 CEST     | Tirs au but 3 - 4  |                      |              | Stade de Marville, Saint-Malo Diffuseur : FFFTV Arbitrage : Gabriel Henry | Stade de Marville, Saint-Malo Diffuseur : FFFTV Arbitrage : Gabriel Henry |

| 29 octobre 2022 | Esp. Chartres-de-Bretagne (R1)          | 0 - 2   | US Avranches MSM (N)   |                                                                                |                                                                                |
| 15 h 30 CEST    |                                         | (0 - 1) | 26e Sacko · 88e Falouh | Ensemble sportif Rémy Berranger, Chartres-de-Bretagne Arbitrage : Yann Flament | Ensemble sportif Rémy Berranger, Chartres-de-Bretagne Arbitrage : Yann Flament |
| 15 h 30 CEST    | Honoré 25e · Messoutier 56e · Mulot 90e | Rapport | 90e Falouh             | Ensemble sportif Rémy Berranger, Chartres-de-Bretagne Arbitrage : Yann Flament | Ensemble sportif Rémy Berranger, Chartres-de-Bretagne Arbitrage : Yann Flament |

| 29 octobre 2022 | US Fougères (N3)  | 2 - 2 8 - 7 t. a. b. | Le Mans FC (N) |                                                          |                                                          |
| 18 h 0 CEST     |                   | (0 - 2)              |                | Stade Jean Manfredi, Fougères Arbitrage : Félicien Gazon | Stade Jean Manfredi, Fougères Arbitrage : Félicien Gazon |
| 18 h 0 CEST     | Rapport           |                      |                | Stade Jean Manfredi, Fougères Arbitrage : Félicien Gazon | Stade Jean Manfredi, Fougères Arbitrage : Félicien Gazon |
| 18 h 0 CEST     | Tirs au but 8 - 7 |                      |                | Stade Jean Manfredi, Fougères Arbitrage : Félicien Gazon | Stade Jean Manfredi, Fougères Arbitrage : Félicien Gazon |

| 29 octobre 2022 | US Alençon 61 (N3) | 3 - 3 5 - 3 t. a. b. | Le Havre AC (L2) |                                                         |                                                         |
| 18 h 0 CEST     |                    | (2 - 2)              |                  | Stade Jacques-Fould, Alençon Arbitrage : Ludovic Genest | Stade Jacques-Fould, Alençon Arbitrage : Ludovic Genest |
| 18 h 0 CEST     | Rapport            |                      |                  | Stade Jacques-Fould, Alençon Arbitrage : Ludovic Genest | Stade Jacques-Fould, Alençon Arbitrage : Ludovic Genest |
| 18 h 0 CEST     | Tirs au but 5 - 3  |                      |                  | Stade Jacques-Fould, Alençon Arbitrage : Ludovic Genest | Stade Jacques-Fould, Alençon Arbitrage : Ludovic Genest |

| 29 octobre 2022 | US Saint-Grégoire (R2) | 0 - 1   | Stade pontivyen (R1) |                                                                         |                                                                         |
| 18 h 0 CEST     |                        | (0 - 1) |                      | Stade municipal Yves le Minoux, Saint-Grégoire Arbitrage : Elian Douart | Stade municipal Yves le Minoux, Saint-Grégoire Arbitrage : Elian Douart |
| 18 h 0 CEST     | Rapport                |         |                      | Stade municipal Yves le Minoux, Saint-Grégoire Arbitrage : Elian Douart | Stade municipal Yves le Minoux, Saint-Grégoire Arbitrage : Elian Douart |

- Groupe G

| 29 octobre 2022 | CMS Oissel (N3)                                                    | 1 - 1 6 - 5 t. a. b. | AS Poissy (N2)                         |                                                        |                                                        |
| 14 h 0 CEST     | Mendy 17e                                                          | (1 - 1)              | 25e Konaté                             | Stade Marcel-Billard, Oissel Arbitrage : Charlie Sorel | Stade Marcel-Billard, Oissel Arbitrage : Charlie Sorel |
| 14 h 0 CEST     | Guillo 31e · Dunas 36e · Pandi 45e · Abdellaoui 67e · Stockley 90e | Rapport              | 17e Alledji · 32e Rouag · 73e Konaté · | Stade Marcel-Billard, Oissel Arbitrage : Charlie Sorel | Stade Marcel-Billard, Oissel Arbitrage : Charlie Sorel |
| 14 h 0 CEST     | Tirs au but 6 - 5                                                  |                      |                                        | Stade Marcel-Billard, Oissel Arbitrage : Charlie Sorel | Stade Marcel-Billard, Oissel Arbitrage : Charlie Sorel |

| 30 octobre 2022 | US Téteghem (D1) | 1 - 4   | FC Loon-Plage (R1) |                                                                  |                                                                  |
| 15 h 0 CET      |                  | (1 - 4) |                    | Stade Marcel Tribut, Dunkerque Arbitrage : Jean-Baptiste Esponde | Stade Marcel Tribut, Dunkerque Arbitrage : Jean-Baptiste Esponde |
| 15 h 0 CET      | Rapport          |         |                    | Stade Marcel Tribut, Dunkerque Arbitrage : Jean-Baptiste Esponde | Stade Marcel Tribut, Dunkerque Arbitrage : Jean-Baptiste Esponde |

| 29 octobre 2022 | US Pays de Cassel (R1) | 2 - 1   | CS Chaumontois (R1) |                                                              |                                                              |
| 19 h 0 CEST     |                        | (0 - 0) |                     | Stade Auguste Damette, Hazebrouck Arbitrage : Bastien Lalbie | Stade Auguste Damette, Hazebrouck Arbitrage : Bastien Lalbie |
| 19 h 0 CEST     | Rapport                |         |                     | Stade Auguste Damette, Hazebrouck Arbitrage : Bastien Lalbie | Stade Auguste Damette, Hazebrouck Arbitrage : Bastien Lalbie |

| 29 octobre 2022 | GC Lucciana (N3)                            | 0 - 1   | JA Drancy (N3)      |                                                             |                                                             |
| 14 h 0 CEST     |                                             | (0 - 1) | 45e Keita           | Stade Charles Galletti, Lucciana Arbitrage : Simon Amzallag | Stade Charles Galletti, Lucciana Arbitrage : Simon Amzallag |
| 14 h 0 CEST     | Saffour 38e · Corlija 38e · Alkhalfioui 45e | Rapport | 38e Quehan · 38e Go | Stade Charles Galletti, Lucciana Arbitrage : Simon Amzallag | Stade Charles Galletti, Lucciana Arbitrage : Simon Amzallag |

| 29 octobre 2022 | AS Beauvais (N2) | 0 - 3   | USL Dunkerque (N) |                                                           |                                                           |
| 18 h 0 CEST     |                  | (0 - 0) |                   | Stade Pierre-Brisson, Beauvais Arbitrage : Mehdi Mokhtari | Stade Pierre-Brisson, Beauvais Arbitrage : Mehdi Mokhtari |
| 18 h 0 CEST     | Rapport          |         |                   | Stade Pierre-Brisson, Beauvais Arbitrage : Mehdi Mokhtari | Stade Pierre-Brisson, Beauvais Arbitrage : Mehdi Mokhtari |

| 29 octobre 2022 | CA Éperlecques (D1) | 0 - 1   | Stade Béthunois FC (R1) |                                                          |                                                          |
| 18 h 0 CEST     |                     | (0 - 1) |                         | Stade Gaston Bonnet, Saint-Omer Arbitrage : Simon Préaux | Stade Gaston Bonnet, Saint-Omer Arbitrage : Simon Préaux |
| 18 h 0 CEST     | Rapport             |         |                         | Stade Gaston Bonnet, Saint-Omer Arbitrage : Simon Préaux | Stade Gaston Bonnet, Saint-Omer Arbitrage : Simon Préaux |

| 29 octobre 2022 | FCM Aubervilliers (N3) | 1 - 1 4 - 1 t. a. b. | US Quevilly Rouen Métropole (L2) |                                                            |                                                            |
| 16 h 0 CEST     | Konaté 86e             | (0 - 0)              | 51e Bangré                       | Stade André Karman, Aubervilliers Arbitrage : Samir Zolota | Stade André Karman, Aubervilliers Arbitrage : Samir Zolota |
| 16 h 0 CEST     | Merabet 90e            | Rapport              | 71e Cissé · 78e Sidibé ·         | Stade André Karman, Aubervilliers Arbitrage : Samir Zolota | Stade André Karman, Aubervilliers Arbitrage : Samir Zolota |
| 16 h 0 CEST     | Tirs au but 4 - 1      |                      |                                  | Stade André Karman, Aubervilliers Arbitrage : Samir Zolota | Stade André Karman, Aubervilliers Arbitrage : Samir Zolota |

| 30 octobre 2022 | FC Chambly (N2)   | 1 - 1 3 - 5 t. a. b. | Amiens SC (L2) |                                                                        |                                                                        |
| 14 h 30 CET     |                   | (1 - 1)              |                | Stade des Marais, Chambly Diffuseur : FFFTV Arbitrage : Brendan Roffet | Stade des Marais, Chambly Diffuseur : FFFTV Arbitrage : Brendan Roffet |
| 14 h 30 CET     | Rapport           |                      |                | Stade des Marais, Chambly Diffuseur : FFFTV Arbitrage : Brendan Roffet | Stade des Marais, Chambly Diffuseur : FFFTV Arbitrage : Brendan Roffet |
| 14 h 30 CET     | Tirs au but 3 - 5 |                      |                | Stade des Marais, Chambly Diffuseur : FFFTV Arbitrage : Brendan Roffet | Stade des Marais, Chambly Diffuseur : FFFTV Arbitrage : Brendan Roffet |

- Groupe H

| 29 octobre 2022 | Onet-le-Château Football (N3) | 2 - 1   | US Feurs (N3) |                                                              |                                                              |
| 18 h 0 CEST     |                               | (1 - 0) |               | Stade de la Roque, Onet-le-Château Arbitrage : Bastien Leray | Stade de la Roque, Onet-le-Château Arbitrage : Bastien Leray |
| 18 h 0 CEST     | Rapport                       |         |               | Stade de la Roque, Onet-le-Château Arbitrage : Bastien Leray | Stade de la Roque, Onet-le-Château Arbitrage : Bastien Leray |

| 29 octobre 2022 | FC Cournon-d’Auvergne (R2) | 0 - 2   | RC Pays de Grasse (N2) |                                                                                |                                                                                |
| 18 h 0 CEST     |                            | (0 - 0) |                        | Stade Joseph et Michel Gardet, Cournon-d’Auvergne Arbitrage : Julien Rouquette | Stade Joseph et Michel Gardet, Cournon-d’Auvergne Arbitrage : Julien Rouquette |
| 18 h 0 CEST     | Rapport                    |         |                        | Stade Joseph et Michel Gardet, Cournon-d’Auvergne Arbitrage : Julien Rouquette | Stade Joseph et Michel Gardet, Cournon-d’Auvergne Arbitrage : Julien Rouquette |

| 29 octobre 2022 | FC Roche Saint Genest (R2) | 2 - 1   | AS Savigneux Montbrison (R2) |                                                                     |                                                                     |
| 18 h 0 CEST     |                            | (0 - 0) |                              | Stade Étienne Berger, Saint-Genest-Lerpt Arbitrage : Andy Goncalves | Stade Étienne Berger, Saint-Genest-Lerpt Arbitrage : Andy Goncalves |
| 18 h 0 CEST     | Rapport                    |         |                              | Stade Étienne Berger, Saint-Genest-Lerpt Arbitrage : Andy Goncalves | Stade Étienne Berger, Saint-Genest-Lerpt Arbitrage : Andy Goncalves |

| 29 octobre 2022 | AS Saint-Étienne (L2)       | 0 - 0 3 - 4 t. a. b. | Rodez AF (L2)   |                                                                                        |                                                                                        |
| 15 h 0 CEST     |                             | (0 - 0)              |                 | Stade Geoffroy-Guichard, Saint-Étienne Diffuseur : FFFTV Arbitrage : Faouzi Benchabane | Stade Geoffroy-Guichard, Saint-Étienne Diffuseur : FFFTV Arbitrage : Faouzi Benchabane |
| 15 h 0 CEST     | Pintor 50e · Monconduit 72e | Rapport              | 66e Mouyokolo · | Stade Geoffroy-Guichard, Saint-Étienne Diffuseur : FFFTV Arbitrage : Faouzi Benchabane | Stade Geoffroy-Guichard, Saint-Étienne Diffuseur : FFFTV Arbitrage : Faouzi Benchabane |
| 15 h 0 CEST     | Tirs au but 3 - 4           |                      |                 | Stade Geoffroy-Guichard, Saint-Étienne Diffuseur : FFFTV Arbitrage : Faouzi Benchabane | Stade Geoffroy-Guichard, Saint-Étienne Diffuseur : FFFTV Arbitrage : Faouzi Benchabane |

| 29 octobre 2022 | SA Thiers (R1) | 2 - 0   | ÉFC Fréjus Saint-Raphaël (N2) |                                                              |                                                              |
| 18 h 0 CEST     |                | (1 - 0) |                               | Stade Joseph Gardette, Courpière Arbitrage : Nicolas Houguet | Stade Joseph Gardette, Courpière Arbitrage : Nicolas Houguet |
| 18 h 0 CEST     | Rapport        |         |                               | Stade Joseph Gardette, Courpière Arbitrage : Nicolas Houguet | Stade Joseph Gardette, Courpière Arbitrage : Nicolas Houguet |

| 28 octobre 2022 | Le Puy Foot 43 Auvergne (N) | 2 - 0   | Andrézieux-Bouthéon FC (N2)             |                                                                 |                                                                 |
| 20 h 0 CEST     | Ben Fredj 3e 60e            | (1 - 0) |                                         | Stade Charles Massot, Le Puy-en-Velay Arbitrage : Louis Lungeri | Stade Charles Massot, Le Puy-en-Velay Arbitrage : Louis Lungeri |
| 20 h 0 CEST     | Baal 14e · Mane 59e         | Rapport | 29e Zelmat · 52e Nouvel · 85e Marcantei | Stade Charles Massot, Le Puy-en-Velay Arbitrage : Louis Lungeri | Stade Charles Massot, Le Puy-en-Velay Arbitrage : Louis Lungeri |

| 29 octobre 2022 | FC Chamalières (N2) | 1 - 1 6 - 5 t. a. b. | FC Gueugnon (N3) |                                                                        |                                                                        |
| 18 h 0 CEST     |                     | (0 - 0)              |                  | Complexe sportif Claude Wolff, Chamalières Arbitrage : Cédric Mouysset | Complexe sportif Claude Wolff, Chamalières Arbitrage : Cédric Mouysset |
| 18 h 0 CEST     | Rapport             |                      |                  | Complexe sportif Claude Wolff, Chamalières Arbitrage : Cédric Mouysset | Complexe sportif Claude Wolff, Chamalières Arbitrage : Cédric Mouysset |
| 18 h 0 CEST     | Tirs au but 6 - 5   |                      |                  | Complexe sportif Claude Wolff, Chamalières Arbitrage : Cédric Mouysset | Complexe sportif Claude Wolff, Chamalières Arbitrage : Cédric Mouysset |

| 29 octobre 2022 | Velay FC (R1) | 2 - 3   | UF Mâconnais (N3) |                                                             |                                                             |
| 14 h 0 CEST     |               | (0 - 1) |                   | Stade Guy Roux, Saint-Paulien Arbitrage : Tristan Theuillon | Stade Guy Roux, Saint-Paulien Arbitrage : Tristan Theuillon |
| 14 h 0 CEST     | Rapport       |         |                   | Stade Guy Roux, Saint-Paulien Arbitrage : Tristan Theuillon | Stade Guy Roux, Saint-Paulien Arbitrage : Tristan Theuillon |

- Groupe I

| 30 octobre 2022 | US Pont-Ste Maxence (R2) | 0 - 2   | Vierzon FC (N2) |                                                                      |                                                                      |
| 14 h 0 CET      |                          | (0 - 2) |                 | Stade des Charmilles, Estrées-Saint-Denis Arbitrage : Philippe Lucas | Stade des Charmilles, Estrées-Saint-Denis Arbitrage : Philippe Lucas |
| 14 h 0 CET      | Rapport                  |         |                 | Stade des Charmilles, Estrées-Saint-Denis Arbitrage : Philippe Lucas | Stade des Charmilles, Estrées-Saint-Denis Arbitrage : Philippe Lucas |

| 30 octobre 2022 | FC MNVDB (D1) | 3 - 2   | US Le Pays du Valois (R1) |                                                    |                                                    |
| 14 h 0 CET      |               | (2 - 1) |                           | Stade du Moulin, Nozay Arbitrage : Mathieu Delaloy | Stade du Moulin, Nozay Arbitrage : Mathieu Delaloy |
| 14 h 0 CET      | Rapport       |         |                           | Stade du Moulin, Nozay Arbitrage : Mathieu Delaloy | Stade du Moulin, Nozay Arbitrage : Mathieu Delaloy |

| 29 octobre 2022 | Bourges Foot 18 (N2) | 0 - 0 4 - 2 t. a. b. | ASC Saint-Apollinaire (N3) |                                                          |                                                          |
| 18 h 0 CEST     |                      | (0 - 0)              |                            | Stade Jacques-Rimbault, Bourges Arbitrage : Brice Bayour | Stade Jacques-Rimbault, Bourges Arbitrage : Brice Bayour |
| 18 h 0 CEST     | Rapport              |                      |                            | Stade Jacques-Rimbault, Bourges Arbitrage : Brice Bayour | Stade Jacques-Rimbault, Bourges Arbitrage : Brice Bayour |
| 18 h 0 CEST     | Tirs au but 4 - 2    |                      |                            | Stade Jacques-Rimbault, Bourges Arbitrage : Brice Bayour | Stade Jacques-Rimbault, Bourges Arbitrage : Brice Bayour |

| 29 octobre 2022 | St-Pryvé St-Hilaire FC (N2)                                      | 1 - 1 3 - 2 t. a. b. | Dijon FCO (L2)                          |                                                                          |                                                                          |
| 16 h 0 CEST     | Cherchour 60e                                                    | (0 - 1)              | 11e Tchaouna                            | Stade du Grand Clos, Saint-Pryvé-Saint-Mesmin Arbitrage : Edgar Barenton | Stade du Grand Clos, Saint-Pryvé-Saint-Mesmin Arbitrage : Edgar Barenton |
| 16 h 0 CEST     | Touré 17e · Cholet 76e · Ridira 80e · Lescot 81e · Goncalves 81e | Rapport              | 49e Coulibaly · 55e Marié · 87e Touré · | Stade du Grand Clos, Saint-Pryvé-Saint-Mesmin Arbitrage : Edgar Barenton | Stade du Grand Clos, Saint-Pryvé-Saint-Mesmin Arbitrage : Edgar Barenton |
| 16 h 0 CEST     | Tirs au but 3 - 2                                                |                      |                                         | Stade du Grand Clos, Saint-Pryvé-Saint-Mesmin Arbitrage : Edgar Barenton | Stade du Grand Clos, Saint-Pryvé-Saint-Mesmin Arbitrage : Edgar Barenton |

| 29 octobre 2022 | FC Liancourt Clermont (R3) | 0 - 5   | Paris 13 Atletico (N)                                                 |                                                     |                                                     |
| 15 h 0 CEST     |                            | (0 - 2) | 15e Cissé · 34e 80e Kaloukadilandi · 83e Etonde · 84e Oliveira Castro | Complexe sportif, Senlis Arbitrage : Julien Gueguen | Complexe sportif, Senlis Arbitrage : Julien Gueguen |
| 15 h 0 CEST     |                            | Rapport | 35e Panzu Saka                                                        | Complexe sportif, Senlis Arbitrage : Julien Gueguen | Complexe sportif, Senlis Arbitrage : Julien Gueguen |

| 30 octobre 2022 | AC Paris 15 (R2)  | 1 - 1 2 - 4 t. a. b. | ESA Linas-Montlhéry (N3) |                                                          |                                                          |
| 14 h 0 CET      |                   | (0 - 1)              |                          | Stade Boutroux, Paris Arbitrage : Florian Della Tomasina | Stade Boutroux, Paris Arbitrage : Florian Della Tomasina |
| 14 h 0 CET      | Rapport           |                      |                          | Stade Boutroux, Paris Arbitrage : Florian Della Tomasina | Stade Boutroux, Paris Arbitrage : Florian Della Tomasina |
| 14 h 0 CET      | Tirs au but 2 - 4 |                      |                          | Stade Boutroux, Paris Arbitrage : Florian Della Tomasina | Stade Boutroux, Paris Arbitrage : Florian Della Tomasina |

| 29 octobre 2022 | CO Les Ulis (N3)                | 1 - 3   | Paris FC (L2)                   |                                                             |                                                             |
| 14 h 0 CEST     | Lukasi 86e (pen.)               | (0 - 1) | 22e 56e Caddy · 80e (pen.) Gory | Stade Jean-Marc Salinier, Les Ulis Arbitrage : Arnaud Baert | Stade Jean-Marc Salinier, Les Ulis Arbitrage : Arnaud Baert |
| 14 h 0 CEST     | Ba 7e · Soukouna 50e · Nawe 77e | Rapport | 37e Hadjam                      | Stade Jean-Marc Salinier, Les Ulis Arbitrage : Arnaud Baert | Stade Jean-Marc Salinier, Les Ulis Arbitrage : Arnaud Baert |

| 30 octobre 2022 | FC Saint-Doulchard (R2) | 1 - 3   | US Cosne (N3) |                                                        |                                                        |
| 14 h 0 CET      |                         | (0 - 2) |               | Stade de Brouhot, Vierzon Arbitrage : Anthony Ustaritz | Stade de Brouhot, Vierzon Arbitrage : Anthony Ustaritz |
| 14 h 0 CET      | Rapport                 |         |               | Stade de Brouhot, Vierzon Arbitrage : Anthony Ustaritz | Stade de Brouhot, Vierzon Arbitrage : Anthony Ustaritz |

- Groupe J

| 29 octobre 2022 | US Sarre-Union (N3) | 0 - 3   | ES Thaon (N3) |                                                      |                                                      |
| 18 h 0 CEST     |                     | (0 - 1) |               | Stade Omnisports, Sarre-Union Arbitrage : Alexis Gil | Stade Omnisports, Sarre-Union Arbitrage : Alexis Gil |
| 18 h 0 CEST     | Rapport             |         |               | Stade Omnisports, Sarre-Union Arbitrage : Alexis Gil | Stade Omnisports, Sarre-Union Arbitrage : Alexis Gil |

| 29 octobre 2022 | FC Sochaux-Montbéliard (L2)                    | 3 - 0   | SSEP Hombourg-Haut (R2)                 |                                                             |                                                             |
| 14 h 0 CEST     | Doumbia 72e (pen.) 90e · Do Couto Teixeira 79e | (0 - 0) |                                         | Stade Auguste-Bonal, Montbéliard Arbitrage : Thomas Vincent | Stade Auguste-Bonal, Montbéliard Arbitrage : Thomas Vincent |
| 14 h 0 CEST     |                                                | Rapport | 28e Babit · 69e Ezzaitouni · 69e Babaya | Stade Auguste-Bonal, Montbéliard Arbitrage : Thomas Vincent | Stade Auguste-Bonal, Montbéliard Arbitrage : Thomas Vincent |

| 29 octobre 2022 | FC Geispolsheim 01 (R1) | 2 - 5   | Louhans-Cuiseaux FC (N2) |                                                         |                                                         |
| 18 h 0 CEST     |                         | (1 - 2) |                          | Stade municipal, Geispolsheim Arbitrage : Yann Gazagnes | Stade municipal, Geispolsheim Arbitrage : Yann Gazagnes |
| 18 h 0 CEST     | Rapport                 |         |                          | Stade municipal, Geispolsheim Arbitrage : Yann Gazagnes | Stade municipal, Geispolsheim Arbitrage : Yann Gazagnes |

| 30 octobre 2022 | FCO Strasbourg Koenigshoffen (R1) | 1 - 0   | ES Gandrange (R1) |                                                            |                                                            |
| 14 h 0 CET      |                                   | (0 - 0) |                   | Stade Charles Frey, Strasbourg Arbitrage : Dario De Quarti | Stade Charles Frey, Strasbourg Arbitrage : Dario De Quarti |
| 14 h 0 CET      | Rapport                           |         |                   | Stade Charles Frey, Strasbourg Arbitrage : Dario De Quarti | Stade Charles Frey, Strasbourg Arbitrage : Dario De Quarti |

| 1er novembre 2022 | US Raon-l'Étape (N3) | 1 - 2   | FC Metz (L2)                |                                                             |                                                             |
| 18 h 0 CEST       |                      | (0 - 1) | 34e Musaba · 63e Mikautadze | Stade Paul-Gasser, Raon-l'Étape Arbitrage : Romain Perpinan | Stade Paul-Gasser, Raon-l'Étape Arbitrage : Romain Perpinan |
| 18 h 0 CEST       |                      | Rapport | 68e Sabaly                  | Stade Paul-Gasser, Raon-l'Étape Arbitrage : Romain Perpinan | Stade Paul-Gasser, Raon-l'Étape Arbitrage : Romain Perpinan |

| 30 octobre 2022 | ES Heillecourt (R2) | 0 - 4   | SA Épinal (N2) |                                                                |                                                                |
| 14 h 0 CET      |                     | (0 - 1) |                | Stade Pavageau, Dombasle-sur-Meurthe Arbitrage : Julien Reynet | Stade Pavageau, Dombasle-sur-Meurthe Arbitrage : Julien Reynet |
| 14 h 0 CET      | Rapport             |         |                | Stade Pavageau, Dombasle-sur-Meurthe Arbitrage : Julien Reynet | Stade Pavageau, Dombasle-sur-Meurthe Arbitrage : Julien Reynet |

| 30 octobre 2022 | ES Villerupt Thil (R1) | 3 - 1   | COS Villers (R2) |                                                              |                                                              |
| 14 h 0 CET      |                        | (1 - 0) |                  | Stade Auguste Delaune, Villerupt Arbitrage : Christophe Tani | Stade Auguste Delaune, Villerupt Arbitrage : Christophe Tani |
| 14 h 0 CET      | Rapport                |         |                  | Stade Auguste Delaune, Villerupt Arbitrage : Christophe Tani | Stade Auguste Delaune, Villerupt Arbitrage : Christophe Tani |

| 29 octobre 2022 | US Reipertswiller (R1)                                                           | 3 - 2   | AS Nancy-Lorraine (N)            |                                                            |                                                            |
| 15 h 0 CEST     | Schermann 21e · Klipfel 62e · Diebold 79e                                        | (1 - 0) | 70e Giacomini · 86e Sakho        | Stade de la Forêt, Reipertswiller Arbitrage : Tawbane Kani | Stade de la Forêt, Reipertswiller Arbitrage : Tawbane Kani |
| 15 h 0 CEST     | Zerbini 51e · Mazerand 52e · Diebold 69e · Klipfel 78e · Dje 87e · Bindreiff 90e | Rapport | 37e Nonnenmacher · 68e Giacomini | Stade de la Forêt, Reipertswiller Arbitrage : Tawbane Kani | Stade de la Forêt, Reipertswiller Arbitrage : Tawbane Kani |

| 29 octobre 2022 | FCSR Haguenau (N2)                  | 1 - 0   | Jura Dolois Football (N3) |                                                                 |                                                                 |
| 17 h 0 CEST     | Fuss 37e                            | (1 - 0) |                           | Parc des Sports de Haguenau, Haguenau Arbitrage : Renaud Potier | Parc des Sports de Haguenau, Haguenau Arbitrage : Renaud Potier |
| 17 h 0 CEST     | Hintenoch 22e · Salhi 24e · Bur 88e | Rapport | 80e Diallo                | Parc des Sports de Haguenau, Haguenau Arbitrage : Renaud Potier | Parc des Sports de Haguenau, Haguenau Arbitrage : Renaud Potier |

### Huitième tour
Les 84 clubs vainqueurs du 7e tour sont rejoints par les 4 clubs représentants des ligues de Guadeloupe, de Guyane, de La Réunion et de Martinique qui entrent à ce tour.

#### Participants
Le petit poucet est le FC Marcoussis - Nozay - Ville-du-Bois (FC MNVDB) évoluant en Départemental 1 dans le district de l'Essonne et dernier club en lice à jouer dans un championnat départemental.

#### Rencontres
Outre-mer
La procédure est annoncée lors du tirage au sort du 7e tour : les clubs de Guyane et de La Réunion accueillent un club métropolitain tandis que les clubs de Guadeloupe et de Martinique se déplacent en métropole,.
Les deux clubs recevants affrontent une équipe de métropole ayant candidaté au déplacement en outre-mer lors du tirage du 7e tour. L'ordre de priorité est déterminé lors du tirage outre-mer du 7e tour :
La détermination des deux autres matchs en métropole est faite de la méthode suivante : les clubs de Guadeloupe et Martinique sont opposés aux clubs métropolitains qui devaient affronter les clubs qui se déplacent en outre-mer, à la suite du tirage au sort du 7e tour (par exemple, le représentant de Guadeloupe affronte l'US Granville qui était mis en paire avec l'Évreux FC, qui quant à lui se déplace en Guyane).
- Représentant de Guadeloupe

| 19 novembre 2022 | US Granville (N2)                                             | 6 - 0 | L'Étoile de Morne-à-l'Eau (R1 Guadeloupe) |                                                                                     |                                                                                     |
| 14 h 30 CET      | Fombertasse 2e · Sawadogo 6e 59e · Nabab 12e 82e · Diarra 45e | (4-0) |                                           | Stade Louis Dior, Granville Diffuseur : Guadeloupe La 1ère Arbitrage : Maxime Jamet | Stade Louis Dior, Granville Diffuseur : Guadeloupe La 1ère Arbitrage : Maxime Jamet |
| 14 h 30 CET      | Rapport                                                       |       |                                           | Stade Louis Dior, Granville Diffuseur : Guadeloupe La 1ère Arbitrage : Maxime Jamet | Stade Louis Dior, Granville Diffuseur : Guadeloupe La 1ère Arbitrage : Maxime Jamet |

- Représentant de Guyane

| 19 novembre 2022 | ASU Grand-Santi (R1 Guyane) | 0 - 3   | Évreux FC (N2) |                                                                                             |                                                                                             |
| 15 h 30 UTC−3    |                             | (0 - 2) |                | Stade Edmard-Lama, Remire-Montjoly Diffuseur : Guyane La 1ère Arbitrage : Guillaume Paradis | Stade Edmard-Lama, Remire-Montjoly Diffuseur : Guyane La 1ère Arbitrage : Guillaume Paradis |
| 15 h 30 UTC−3    | Rapport                     |         |                | Stade Edmard-Lama, Remire-Montjoly Diffuseur : Guyane La 1ère Arbitrage : Guillaume Paradis | Stade Edmard-Lama, Remire-Montjoly Diffuseur : Guyane La 1ère Arbitrage : Guillaume Paradis |

- Représentant de Martinique

| 19 novembre 2022 | Amiens SC (L2)                                                                        | 10 - 0  | Aiglon du Lamentin (R1 Martinique) |                                                                                           |                                                                                           |
| 17 h 00 CET      | Cissé 17e 24e 57e · Xantippe 22e · Kakuta 39e 55e · Benet 50e 75e · Arokodare 65e 88e | (4 - 0) |                                    | Stade de la Licorne, Amiens Diffuseur : Martinique La 1ère Arbitrage : Benjamin Lepaysant | Stade de la Licorne, Amiens Diffuseur : Martinique La 1ère Arbitrage : Benjamin Lepaysant |
| 17 h 00 CET      | Rapport                                                                               |         |                                    | Stade de la Licorne, Amiens Diffuseur : Martinique La 1ère Arbitrage : Benjamin Lepaysant | Stade de la Licorne, Amiens Diffuseur : Martinique La 1ère Arbitrage : Benjamin Lepaysant |

- Représentant de La Réunion

| 20 novembre 2022 | La Tamponnaise (R1 La Réunion) | 1 - 0   | FCM Aubervilliers (N3) |                                                                                             |                                                                                             |
| 15 h 00 UTC+4    |                                | (0 - 0) |                        | Stade Klébert-Picard, Le Tampon Diffuseur : Réunion La 1ère Arbitrage : Abdelatif Kherradji | Stade Klébert-Picard, Le Tampon Diffuseur : Réunion La 1ère Arbitrage : Abdelatif Kherradji |
| 15 h 00 UTC+4    | Rapport                        |         |                        | Stade Klébert-Picard, Le Tampon Diffuseur : Réunion La 1ère Arbitrage : Abdelatif Kherradji | Stade Klébert-Picard, Le Tampon Diffuseur : Réunion La 1ère Arbitrage : Abdelatif Kherradji |

Métropole
Le tirage au sort a lieu le mercredi 19 octobre au Centre national du football de Clairefontaine en même temps que le septième tour. La détermination des rencontres est faite de la méthode suivante : Vainqueur Match 1 contre Vainqueur Match 2, etc. avec une inversion de la rencontre s'il y a un écart d'au moins deux niveaux entre les deux équipes.
- Groupe A

| 18 novembre 2022 | Bergerac Périgord FC (N2) | 0 - 0 4 - 5 t. a. b. | Chamois niortais FC (L2) |                                                                          |                                                                          |
| 20 h 00 CET      |                           | (0 - 0)              |                          | Stade de Campréal, Bergerac Diffuseur : FFFtv Arbitrage : Aurélien Petit | Stade de Campréal, Bergerac Diffuseur : FFFtv Arbitrage : Aurélien Petit |
| 20 h 00 CET      | Fachan 47e · Mlaab 69e    | Rapport              | 78e Boutobba ·           | Stade de Campréal, Bergerac Diffuseur : FFFtv Arbitrage : Aurélien Petit | Stade de Campréal, Bergerac Diffuseur : FFFtv Arbitrage : Aurélien Petit |
| 20 h 00 CET      | Tirs au but 4 - 5         |                      |                          | Stade de Campréal, Bergerac Diffuseur : FFFtv Arbitrage : Aurélien Petit | Stade de Campréal, Bergerac Diffuseur : FFFtv Arbitrage : Aurélien Petit |

| 19 novembre 2022 | SO Châtellerault (N3) | 0 - 1   | Avoine O. Chinon Cinais (N3) |                                                                       |                                                                       |
| 19 h 00 CET      |                       | (0 - 1) | 8e Lemboma                   | Stade de la Montée-Rouge, Châtellerault Arbitrage : Soulaimane Chamel | Stade de la Montée-Rouge, Châtellerault Arbitrage : Soulaimane Chamel |
| 19 h 00 CET      | Rapport               |         |                              | Stade de la Montée-Rouge, Châtellerault Arbitrage : Soulaimane Chamel | Stade de la Montée-Rouge, Châtellerault Arbitrage : Soulaimane Chamel |

| 19 novembre 2022 | US Lège-Cap-Ferret (N3) | 1 - 4   | LB Châteauroux (N)                                   |                                                                |                                                                |
| 19 h 00 CET      | Albert 40e              | (1 - 2) | 10e Bianchini · 33e Ndour · 72e N'Goma · 33e Bozkurt | Stade Louis Goubet, Lège-Cap-Ferret Arbitrage : Edgar Barenton | Stade Louis Goubet, Lège-Cap-Ferret Arbitrage : Edgar Barenton |
| 19 h 00 CET      | Rapport                 |         |                                                      | Stade Louis Goubet, Lège-Cap-Ferret Arbitrage : Edgar Barenton | Stade Louis Goubet, Lège-Cap-Ferret Arbitrage : Edgar Barenton |

| 19 novembre 2022 | Trélissac FC (N2)         | 2 - 3   | FC Girondins de Bordeaux (L2) |                                                                |                                                                |
| 20 h 00 CET      | Gouache 28e · Diakité 30e | (2 - 0) | 62e 90e Barbet · 63e Badji    | Stade Francis-Rongiéras, Périgueux Arbitrage : Azzedine Souifi | Stade Francis-Rongiéras, Périgueux Arbitrage : Azzedine Souifi |
| 20 h 00 CET      | Rapport                   |         |                               | Stade Francis-Rongiéras, Périgueux Arbitrage : Azzedine Souifi | Stade Francis-Rongiéras, Périgueux Arbitrage : Azzedine Souifi |

- Groupe B

| 19 novembre 2022 | SC Marnaval (R1)           | 0 - 3   | SC Bastia (L2)                          |                                                               |                                                               |
| 13 h 30 CET      |                            | (0 - 0) | 72e Schur · 78e Santelli · 90e Alfarela | Stade Charles Jacquin, Saint-Dizier Arbitrage : Mickael Leleu | Stade Charles Jacquin, Saint-Dizier Arbitrage : Mickael Leleu |
| 13 h 30 CET      | Zorgniotti 14e · Leroy 51e | Rapport | 58e Guidi                               | Stade Charles Jacquin, Saint-Dizier Arbitrage : Mickael Leleu | Stade Charles Jacquin, Saint-Dizier Arbitrage : Mickael Leleu |

| Match 1 : 20 novembre 2022 Match 2 : 11 janvier 2023 | Reims Sainte-Anne (N3) | 0 - 0 2 - 4 t. a. b. | Wasquehal Football (N2) | | |
| Match 1 : 13 h 30 CET Match 2 : 20 h 00 CET          |                        | (0 - 0)              |                         | Match 1 : Stade Robert Pirès, Cormontreuil Match 2 : Stade Pierre-Pibarot (Centre national du football), Clairefontaine-en-Yvelines Arbitrage : Match 1 : Robin Chapapria Match 2 : Benjamin Lepaysant | Match 1 : Stade Robert Pirès, Cormontreuil Match 2 : Stade Pierre-Pibarot (Centre national du football), Clairefontaine-en-Yvelines Arbitrage : Match 1 : Robin Chapapria Match 2 : Benjamin Lepaysant |
| Match 1 : 13 h 30 CET Match 2 : 20 h 00 CET          | Rapport                |                      |                         | Match 1 : Stade Robert Pirès, Cormontreuil Match 2 : Stade Pierre-Pibarot (Centre national du football), Clairefontaine-en-Yvelines Arbitrage : Match 1 : Robin Chapapria Match 2 : Benjamin Lepaysant | Match 1 : Stade Robert Pirès, Cormontreuil Match 2 : Stade Pierre-Pibarot (Centre national du football), Clairefontaine-en-Yvelines Arbitrage : Match 1 : Robin Chapapria Match 2 : Benjamin Lepaysant |
| Match 1 : 13 h 30 CET Match 2 : 20 h 00 CET          | Tirs au but 2 - 4      |                      |                         | Match 1 : Stade Robert Pirès, Cormontreuil Match 2 : Stade Pierre-Pibarot (Centre national du football), Clairefontaine-en-Yvelines Arbitrage : Match 1 : Robin Chapapria Match 2 : Benjamin Lepaysant | Match 1 : Stade Robert Pirès, Cormontreuil Match 2 : Stade Pierre-Pibarot (Centre national du football), Clairefontaine-en-Yvelines Arbitrage : Match 1 : Robin Chapapria Match 2 : Benjamin Lepaysant |

| 20 novembre 2022 | Olympique marcquois (N3) | 0 - 1   | Olympique Saint-Quentin (N2) |                                                                     |                                                                     |
| 15 h 00 CET      |                          | (0 - 1) |                              | Stade George Niquet, Marcq-en-Barœul Arbitrage : Guy Grégory Prevot | Stade George Niquet, Marcq-en-Barœul Arbitrage : Guy Grégory Prevot |
| 15 h 00 CET      | Rapport                  |         |                              | Stade George Niquet, Marcq-en-Barœul Arbitrage : Guy Grégory Prevot | Stade George Niquet, Marcq-en-Barœul Arbitrage : Guy Grégory Prevot |

| 19 novembre 2022 | Entente Feignies Aulnoye FC (N3) | 0 - 3   | Valenciennes FC (L2)      |                                                      |                                                      |
| 15 h 00 CET      |                                  | (0 - 1) | 11e 71e Nomel · 56e Zinga | Stade Léo Lagrange, Maubeuge Arbitrage : Rémi Landry | Stade Léo Lagrange, Maubeuge Arbitrage : Rémi Landry |
| 15 h 00 CET      | Marigard 76e                     | Rapport | 57e Linguet · Boutoutaou  | Stade Léo Lagrange, Maubeuge Arbitrage : Rémi Landry | Stade Léo Lagrange, Maubeuge Arbitrage : Rémi Landry |

- Groupe C

| 19 novembre 2022 | Chambéry SF (N3)           | 2 - 1   | GFA Rumilly Vallières (N3) |                                                         |                                                         |
| 17 h 00 CET      | Albrecht 42e · Jacquet 56e | (1 - 1) | De Col 4e                  | Plaine de jeux Mager, Chambéry Arbitrage : Jean Lungeri | Plaine de jeux Mager, Chambéry Arbitrage : Jean Lungeri |
| 17 h 00 CET      | Poujol 22e                 | Rapport |                            | Plaine de jeux Mager, Chambéry Arbitrage : Jean Lungeri | Plaine de jeux Mager, Chambéry Arbitrage : Jean Lungeri |

| 19 novembre 2022 | Grenoble Foot 38 (L2) | 2 - 0   | FC Villefranche Beaujolais (N) |                                                                                |                                                                                |
| 15 h 00 CET      | Sbaï 25e · Ba 54e     | (1 - 0) |                                | Stade des Alpes, Grenoble Diffuseur : FFFtv Arbitrage : Alexandre Perreau Niel | Stade des Alpes, Grenoble Diffuseur : FFFtv Arbitrage : Alexandre Perreau Niel |
| 15 h 00 CET      | Rapport               |         |                                | Stade des Alpes, Grenoble Diffuseur : FFFtv Arbitrage : Alexandre Perreau Niel | Stade des Alpes, Grenoble Diffuseur : FFFtv Arbitrage : Alexandre Perreau Niel |

| 18 novembre 2022 | Lyon-La Duchère (N2)                 | 2 - 3   | FC Annecy (L2)                      |                                                                   |                                                                   |
| 19 h 00 CET      | Penneteau 67e · Gadacha 90+3e (pen.) | (0 - 1) | 1re 67e Sahi · 90e Shamal           | Stade de Balmont, Lyon Diffuseur : FFFtv Arbitrage : Gaël Angoula | Stade de Balmont, Lyon Diffuseur : FFFtv Arbitrage : Gaël Angoula |
| 19 h 00 CET      | Jebabli 80e                          | Rapport | 40e Pajot · 80e Lajugie · 90e Mendy | Stade de Balmont, Lyon Diffuseur : FFFtv Arbitrage : Gaël Angoula | Stade de Balmont, Lyon Diffuseur : FFFtv Arbitrage : Gaël Angoula |

| 30 novembre 2022 | Jura Sud Foot (N2)  | 1 - 1 4 - 2 t. a. b. | FC Limonest DSD (N3) | | |
| 20 h 00 CET      |                     | (1 - 1)              |                      | 1 : Parc des Sports Courtois Fillot, Limonest 2 : Stade Municipal, Moirans-en-Montagne Arbitrage : 1 : Alexandra Collin / 2 : Julien Schmitt | 1 : Parc des Sports Courtois Fillot, Limonest 2 : Stade Municipal, Moirans-en-Montagne Arbitrage : 1 : Alexandra Collin / 2 : Julien Schmitt |
| 20 h 00 CET      | Rapport 1 Rapport 2 |                      |                      | 1 : Parc des Sports Courtois Fillot, Limonest 2 : Stade Municipal, Moirans-en-Montagne Arbitrage : 1 : Alexandra Collin / 2 : Julien Schmitt | 1 : Parc des Sports Courtois Fillot, Limonest 2 : Stade Municipal, Moirans-en-Montagne Arbitrage : 1 : Alexandra Collin / 2 : Julien Schmitt |
| 20 h 00 CET      | Tirs au but 4 - 2   |                      |                      | 1 : Parc des Sports Courtois Fillot, Limonest 2 : Stade Municipal, Moirans-en-Montagne Arbitrage : 1 : Alexandra Collin / 2 : Julien Schmitt | 1 : Parc des Sports Courtois Fillot, Limonest 2 : Stade Municipal, Moirans-en-Montagne Arbitrage : 1 : Alexandra Collin / 2 : Julien Schmitt |

- Groupe D

| 19 novembre 2022 | Entente Boé/Bon-Encontre (R2) | 1 - 4   | Aubagne FC (N2)                                    |                                                |                                                |
| 17 h 00 CET      | Arion 31e                     | (1 - 1) | 14e Rivière · 50e Mendy · 75e Pirioua · 85e Soumah | Stade de Cancelles, Boé Arbitrage : Léo Beulet | Stade de Cancelles, Boé Arbitrage : Léo Beulet |
| 17 h 00 CET      | Rapport                       |         |                                                    | Stade de Cancelles, Boé Arbitrage : Léo Beulet | Stade de Cancelles, Boé Arbitrage : Léo Beulet |

| 19 novembre 2022 | Montauban FC TG (R2) | 0 - 4   | Nîmes Olympique (L2)                         |                                                   |                                                   |
| 15 h 00 CET      |                      | (0 - 2) | 9e 37e Pagis · 47e Tchokounté · 66e Ómarsson | Stade Sapiac, Montauban Arbitrage : Olivier Thual | Stade Sapiac, Montauban Arbitrage : Olivier Thual |
| 15 h 00 CET      | Rapport              |         |                                              | Stade Sapiac, Montauban Arbitrage : Olivier Thual | Stade Sapiac, Montauban Arbitrage : Olivier Thual |

| 19 novembre 2022 | US Colomiers (N3) | 0 - 1   | Pau FC (L2)     |                                                                       |                                                                       |
| 18 h 00 CET      |                   | (0 - 0) | 70e Bassouamina | Complexe sportif de Capitany, Colomiers Arbitrage : Nicolas Rainville | Complexe sportif de Capitany, Colomiers Arbitrage : Nicolas Rainville |
| 18 h 00 CET      | Rapport           |         |                 | Complexe sportif de Capitany, Colomiers Arbitrage : Nicolas Rainville | Complexe sportif de Capitany, Colomiers Arbitrage : Nicolas Rainville |

| 20 novembre 2022 | Union St-Estève Perpignan (R1) | 1 - 1 2 - 4 t. a. b. | Hyères 83 FC (N2) |                                                       |                                                       |
| 15 h 00 CET      |                                | (0 - 1)              |                   | Stade Jean-Laffon, Perpignan Arbitrage : Jordane Lomi | Stade Jean-Laffon, Perpignan Arbitrage : Jordane Lomi |
| 15 h 00 CET      | Rapport                        |                      |                   | Stade Jean-Laffon, Perpignan Arbitrage : Jordane Lomi | Stade Jean-Laffon, Perpignan Arbitrage : Jordane Lomi |
| 15 h 00 CET      | Tirs au but 2 - 4              |                      |                   | Stade Jean-Laffon, Perpignan Arbitrage : Jordane Lomi | Stade Jean-Laffon, Perpignan Arbitrage : Jordane Lomi |

- Groupe E

| 19 novembre 2022 | Orvault SF (R1) | 0 - 1   | AS Châtaigneraie (R1) |                                               |                                               |
| 14 h 30 CET      |                 | (0 - 0) | 90+3e                 | Stade de Gagné, Orvault Arbitrage : Paul Garo | Stade de Gagné, Orvault Arbitrage : Paul Garo |
| 14 h 30 CET      | Rapport         |         |                       | Stade de Gagné, Orvault Arbitrage : Paul Garo | Stade de Gagné, Orvault Arbitrage : Paul Garo |

| 20 novembre 2022 | AG Plouvorn (R1)  | 0 - 0 3 - 4 t. a. b. | Vannes OC (N2) |                                                           |                                                           |
| 14 h 00 CET      |                   | (0 - 0)              |                | Stade Guy-de-Réals, Plouvorn Arbitrage : Steven Llewellyn | Stade Guy-de-Réals, Plouvorn Arbitrage : Steven Llewellyn |
| 14 h 00 CET      | Rapport           |                      |                | Stade Guy-de-Réals, Plouvorn Arbitrage : Steven Llewellyn | Stade Guy-de-Réals, Plouvorn Arbitrage : Steven Llewellyn |
| 14 h 00 CET      | Tirs au but 3 - 4 |                      |                | Stade Guy-de-Réals, Plouvorn Arbitrage : Steven Llewellyn | Stade Guy-de-Réals, Plouvorn Arbitrage : Steven Llewellyn |

| 19 novembre 2022 | VHF Les Herbiers (N2)   | 2 - 2 4 - 3 t. a. b. | EA Guingamp (L2)            |                                                                                       |                                                                                       |
| 18 h 00 CET      | Matondo 30e · Daury 66e | (1 - 2)              | 24e Courtet · 37e Louiserre | Parc des Sports Massabielle, Les Herbiers Diffuseur : FFFtv Arbitrage : Mikaël Lesage | Parc des Sports Massabielle, Les Herbiers Diffuseur : FFFtv Arbitrage : Mikaël Lesage |
| 18 h 00 CET      | Rapport                 |                      |                             | Parc des Sports Massabielle, Les Herbiers Diffuseur : FFFtv Arbitrage : Mikaël Lesage | Parc des Sports Massabielle, Les Herbiers Diffuseur : FFFtv Arbitrage : Mikaël Lesage |
| 18 h 00 CET      | Tirs au but 4 - 3       |                      |                             | Parc des Sports Massabielle, Les Herbiers Diffuseur : FFFtv Arbitrage : Mikaël Lesage | Parc des Sports Massabielle, Les Herbiers Diffuseur : FFFtv Arbitrage : Mikaël Lesage |

| 19 novembre 2022 | PD Ergué-Gabéric (R1) | 1 - 2   | Stade plabennécois (N3) |                                                                 |                                                                 |
| 18 h 00 CET      | Le Reste 27e          | (1 - 1) | 35e Kujabi · 77e Madec  | Stade de Lestonan, Ergué-Gabéric Arbitrage : Tifenn Leprodhomme | Stade de Lestonan, Ergué-Gabéric Arbitrage : Tifenn Leprodhomme |
| 18 h 00 CET      | Rapport               |         |                         | Stade de Lestonan, Ergué-Gabéric Arbitrage : Tifenn Leprodhomme | Stade de Lestonan, Ergué-Gabéric Arbitrage : Tifenn Leprodhomme |

| 20 novembre 2022 | JSC Bellevue Nantes (R1) | 0 - 0 6 - 7 t. a. b. | Lannion FC (N3) |                                                           |                                                           |
| 13 h 30 CET      |                          | (0 - 0)              |                 | Stade des Bernardières, Nantes Arbitrage : Thomas Vincent | Stade des Bernardières, Nantes Arbitrage : Thomas Vincent |
| 13 h 30 CET      | Rapport                  |                      |                 | Stade des Bernardières, Nantes Arbitrage : Thomas Vincent | Stade des Bernardières, Nantes Arbitrage : Thomas Vincent |
| 13 h 30 CET      | Tirs au but 6 - 7        |                      |                 | Stade des Bernardières, Nantes Arbitrage : Thomas Vincent | Stade des Bernardières, Nantes Arbitrage : Thomas Vincent |

- Groupe F

| 21 décembre 2022 | AF Vire (N3) | 3 - 0 (tapis vert) | SM Caen (L2)                           | | |
| 20 h 00 CET      |              | (0 - 2)            | 13e Essende · 38e Mendy · 85e Kyeremeh | Stade Pierre Compte, Vire Normandie Stade Michel-d'Ornano, Caen Diffuseur : FFFtv Arbitrage : Mickaël Leleu | Stade Pierre Compte, Vire Normandie Stade Michel-d'Ornano, Caen Diffuseur : FFFtv Arbitrage : Mickaël Leleu |
| 20 h 00 CET      | Voivenel 40e | Rapport            | 3e Lebreton · 68e Debohi               | Stade Pierre Compte, Vire Normandie Stade Michel-d'Ornano, Caen Diffuseur : FFFtv Arbitrage : Mickaël Leleu | Stade Pierre Compte, Vire Normandie Stade Michel-d'Ornano, Caen Diffuseur : FFFtv Arbitrage : Mickaël Leleu |

| 19 novembre 2022 | US Fougères (N3) | 0 - 1   | US Avranches (N) |                                                         |                                                         |
| 18 h 00 CET      |                  | (0 - 0) | 71e Lemeray      | Stade Jean Manfredi, Fougères Arbitrage : Gabriel Henry | Stade Jean Manfredi, Fougères Arbitrage : Gabriel Henry |
| 18 h 00 CET      | Rapport          |         |                  | Stade Jean Manfredi, Fougères Arbitrage : Gabriel Henry | Stade Jean Manfredi, Fougères Arbitrage : Gabriel Henry |

| 19 novembre 2022 | US Alençon 61 (N3) | 0 - 0 3 - 5 t. a. b. | Stade pontivyen (R1) |                                                          |                                                          |
| 17 h 00 CET      |                    | (0 - 0)              |                      | Stade Jacques-Fould, Alençon Arbitrage : Nicolas Wassouf | Stade Jacques-Fould, Alençon Arbitrage : Nicolas Wassouf |
| 17 h 00 CET      | Rapport            |                      |                      | Stade Jacques-Fould, Alençon Arbitrage : Nicolas Wassouf | Stade Jacques-Fould, Alençon Arbitrage : Nicolas Wassouf |
| 17 h 00 CET      | Tirs au but 3 - 5  |                      |                      | Stade Jacques-Fould, Alençon Arbitrage : Nicolas Wassouf | Stade Jacques-Fould, Alençon Arbitrage : Nicolas Wassouf |

- Groupe G

| 19 novembre 2022 | CMS Oissel (N3)            | 1 - 1 3 - 5 t. a. b. | FC Loon-Plage (R1) |                                                          |                                                          |
| 14 h 00 CET      | Mendy 90e                  | (0-0)                | 58e Drame          | Stade Marcel-Billard, Oissel Arbitrage : Geoffrey Kubler | Stade Marcel-Billard, Oissel Arbitrage : Geoffrey Kubler |
| 14 h 00 CET      | Oudah 50e · Abdellaoui 60e | Rapport              | 32e Boudaud ·      | Stade Marcel-Billard, Oissel Arbitrage : Geoffrey Kubler | Stade Marcel-Billard, Oissel Arbitrage : Geoffrey Kubler |
| 14 h 00 CET      | Tirs au but 3 - 5          |                      |                    | Stade Marcel-Billard, Oissel Arbitrage : Geoffrey Kubler | Stade Marcel-Billard, Oissel Arbitrage : Geoffrey Kubler |

| 20 novembre 2022 | US Pays de Cassel (R1) | 1 - 1 3 - 2 t. a. b. | JA Drancy (N3) |                                                              |                                                              |
| 13 h 30 CET      |                        | (1 - 1)              |                | Stade Auguste Damette, Hazebrouck Arbitrage : Julien Gueguen | Stade Auguste Damette, Hazebrouck Arbitrage : Julien Gueguen |
| 13 h 30 CET      | Rapport                |                      |                | Stade Auguste Damette, Hazebrouck Arbitrage : Julien Gueguen | Stade Auguste Damette, Hazebrouck Arbitrage : Julien Gueguen |
| 13 h 30 CET      | Tirs au but 3 - 2      |                      |                | Stade Auguste Damette, Hazebrouck Arbitrage : Julien Gueguen | Stade Auguste Damette, Hazebrouck Arbitrage : Julien Gueguen |

| 19 novembre 2022 | Stade Béthunois FC (R1) | 0 - 4   | USL Dunkerque (N) |                                                      |                                                      |
| 18 h 00 CET      |                         | (0 - 0) |                   | Stade Hermant-Deprez, Béthune Arbitrage : Ali Djedid | Stade Hermant-Deprez, Béthune Arbitrage : Ali Djedid |
| 18 h 00 CET      | Rapport                 |         |                   | Stade Hermant-Deprez, Béthune Arbitrage : Ali Djedid | Stade Hermant-Deprez, Béthune Arbitrage : Ali Djedid |

- Groupe H

| 19 novembre 2022 | Onet-le-Château Football (N3) | 0 - 1   | RC Pays de Grasse (N2) |                                                               |                                                               |
| 18 h 00 CET      |                               | (0 - 1) | 12e Gueye              | Stade de la Roque, Onet-le-Château Arbitrage : Gaël Gratianne | Stade de la Roque, Onet-le-Château Arbitrage : Gaël Gratianne |
| 18 h 00 CET      | Rapport                       |         |                        | Stade de la Roque, Onet-le-Château Arbitrage : Gaël Gratianne | Stade de la Roque, Onet-le-Château Arbitrage : Gaël Gratianne |

| 19 novembre 2022 | FC Roche Saint Genest (R2) | 0 - 1   | Rodez AF (L2) |                                                           |                                                           |
| 18 h 00 CET      |                            | (0 - 1) | 38e Rajot     | Stade Maurice Rousson, Feurs Arbitrage : Anthony Ustaritz | Stade Maurice Rousson, Feurs Arbitrage : Anthony Ustaritz |
| 18 h 00 CET      | Rapport                    |         |               | Stade Maurice Rousson, Feurs Arbitrage : Anthony Ustaritz | Stade Maurice Rousson, Feurs Arbitrage : Anthony Ustaritz |

| 19 novembre 2022 | SA Thiers (R1)              | 2 - 3   | Le Puy Foot 43 Auvergne (N)              |                                                        |                                                        |
| 17 h 00 CET      | Boche 69e · Jusserandot 77e | (0 - 1) | 10e Rivera · 64e Dadoune · 90e Ben Fredj | Stade Antonin-Chastel, Thiers Arbitrage : Arnaud Baert | Stade Antonin-Chastel, Thiers Arbitrage : Arnaud Baert |
| 17 h 00 CET      | Rapport                     |         |                                          | Stade Antonin-Chastel, Thiers Arbitrage : Arnaud Baert | Stade Antonin-Chastel, Thiers Arbitrage : Arnaud Baert |

| 19 novembre 2022 | FC Chamalières (N2) | 4 - 1 | UF Mâconnais (N3) |                                                               |                                                               |
| 17 h 00 CET      |                     |       |                   | Complexe sportif Claude Wolff, Chamalières Arbitrage : Zolota | Complexe sportif Claude Wolff, Chamalières Arbitrage : Zolota |
| 17 h 00 CET      | Rapport             |       |                   | Complexe sportif Claude Wolff, Chamalières Arbitrage : Zolota | Complexe sportif Claude Wolff, Chamalières Arbitrage : Zolota |

- Groupe I

| 20 novembre 2022 | FC MNVDB (D1) | 0 - 6   | Vierzon FC (N2) |                                                                            |                                                                            |
| 14 h 00 CET      |               | (0 - 4) |                 | Stade Pierre Camou, Marcoussis Diffuseur : FFFtv Arbitrage : Gaëtan Martin | Stade Pierre Camou, Marcoussis Diffuseur : FFFtv Arbitrage : Gaëtan Martin |
| 14 h 00 CET      | Rapport       |         |                 | Stade Pierre Camou, Marcoussis Diffuseur : FFFtv Arbitrage : Gaëtan Martin | Stade Pierre Camou, Marcoussis Diffuseur : FFFtv Arbitrage : Gaëtan Martin |

| 19 novembre 2022 | Bourges Foot 18 (N2) | 1 - 1 3 - 1 t. a. b. | St-Pryvé St-Hilaire FC (N2) |                                                         |                                                         |
| 18 h 00 CET      | Sanson 78e           | (0 - 0)              | 55e Galas                   | Stade Jacques-Rimbault, Bourges Arbitrage : Ahmed Taleb | Stade Jacques-Rimbault, Bourges Arbitrage : Ahmed Taleb |
| 18 h 00 CET      | Rapport              |                      |                             | Stade Jacques-Rimbault, Bourges Arbitrage : Ahmed Taleb | Stade Jacques-Rimbault, Bourges Arbitrage : Ahmed Taleb |
| 18 h 00 CET      | Tirs au but 3 - 1    |                      |                             | Stade Jacques-Rimbault, Bourges Arbitrage : Ahmed Taleb | Stade Jacques-Rimbault, Bourges Arbitrage : Ahmed Taleb |

| 19 novembre 2022 | ESA Linas-Montlhéry (N3) | 2 - 1   | Paris 13 Atletico (N)   |                                                               |                                                               |
| 13 h 30 CET      | Leno 12e · Cissé 18e     | (2-1)   | 29e Castro              | Stade Paul Desgouillons, Montlhéry Arbitrage : Brendan Roffet | Stade Paul Desgouillons, Montlhéry Arbitrage : Brendan Roffet |
| 13 h 30 CET      | Tchabo 43e               | Rapport | 11e Sano · 56e Karamoko | Stade Paul Desgouillons, Montlhéry Arbitrage : Brendan Roffet | Stade Paul Desgouillons, Montlhéry Arbitrage : Brendan Roffet |

| 19 novembre 2022 | US Cosne (N3) | 0 - 2   | Paris FC (L2)                   |                                                                          |                                                                          |
| 17 h 00 CET      |               | (0 - 1) | 5e Morgan Guilavogui · 84e Gory | Stade Raphaël Giraux, Cosne-Cours-sur-Loire Arbitrage : William Toulliou | Stade Raphaël Giraux, Cosne-Cours-sur-Loire Arbitrage : William Toulliou |
| 17 h 00 CET      | Rapport       |         |                                 | Stade Raphaël Giraux, Cosne-Cours-sur-Loire Arbitrage : William Toulliou | Stade Raphaël Giraux, Cosne-Cours-sur-Loire Arbitrage : William Toulliou |

- Groupe J

| 19 novembre 2022 | ES Thaon (N3)          | 2 - 2 3 - 1 t. a. b. | FC Sochaux-Montbéliard (L2) |                                                                                     |                                                                                     |
| 17 h 00 CET      | Dufour 56e · Condi 86e | (0 - 1)              | 21e (pen.) 84e Mauricio     | Stade Robert Sayer, Thaon-les-Vosges Diffuseur : FFFtv Arbitrage : Romain Lissorgue | Stade Robert Sayer, Thaon-les-Vosges Diffuseur : FFFtv Arbitrage : Romain Lissorgue |
| 17 h 00 CET      | Rapport                |                      |                             | Stade Robert Sayer, Thaon-les-Vosges Diffuseur : FFFtv Arbitrage : Romain Lissorgue | Stade Robert Sayer, Thaon-les-Vosges Diffuseur : FFFtv Arbitrage : Romain Lissorgue |
| 17 h 00 CET      | Tirs au but 3 - 1      |                      |                             | Stade Robert Sayer, Thaon-les-Vosges Diffuseur : FFFtv Arbitrage : Romain Lissorgue | Stade Robert Sayer, Thaon-les-Vosges Diffuseur : FFFtv Arbitrage : Romain Lissorgue |

| 20 novembre 2022 | FCO Strasbourg Koenigshoffen (R1) | 2 - 1   | Louhans-Cuiseaux FC (N2) |                                                           |                                                           |
| 14 h 00 CET      |                                   | (1 - 0) |                          | Stade Charles Frey, Strasbourg Arbitrage : Loïc L'Henoret | Stade Charles Frey, Strasbourg Arbitrage : Loïc L'Henoret |
| 14 h 00 CET      | Rapport                           |         |                          | Stade Charles Frey, Strasbourg Arbitrage : Loïc L'Henoret | Stade Charles Frey, Strasbourg Arbitrage : Loïc L'Henoret |

| 19 novembre 2022 | SA Épinal (N2) | 0 - 1   | FC Metz (L2) |                                                           |                                                           |
| 17 h 00 CET      |                | (0 - 0) | 86e Joseph   | Stade de la Colombière, Épinal Arbitrage : Antoine Valnet | Stade de la Colombière, Épinal Arbitrage : Antoine Valnet |
| 17 h 00 CET      | Rapport        |         |              | Stade de la Colombière, Épinal Arbitrage : Antoine Valnet | Stade de la Colombière, Épinal Arbitrage : Antoine Valnet |

| 20 novembre 2022 | ES Villerupt Thil (R1) | 1 - 1 2 - 0 t. a. b. | US Reipertswiller (R1) |                                                              |                                                              |
| 14 h 00 CET      |                        | (1 - 1)              |                        | Stade Auguste Delaune, Villerupt Arbitrage : Romain Perpinan | Stade Auguste Delaune, Villerupt Arbitrage : Romain Perpinan |
| 14 h 00 CET      | Rapport                |                      |                        | Stade Auguste Delaune, Villerupt Arbitrage : Romain Perpinan | Stade Auguste Delaune, Villerupt Arbitrage : Romain Perpinan |
| 14 h 00 CET      | Tirs au but 2 - 0      |                      |                        | Stade Auguste Delaune, Villerupt Arbitrage : Romain Perpinan | Stade Auguste Delaune, Villerupt Arbitrage : Romain Perpinan |

| 19 novembre 2022 | FCSR Haguenau (N2) | 1 - 2   | ASM Belfort FC (N2)       |                                                                   |                                                                   |
| 16 h 00 CET      | Hintenoch 29e      | (1 - 1) | 20e Regnier · 70e Sissoko | Parc des Sports de Haguenau, Haguenau Arbitrage : Valentin Ougier | Parc des Sports de Haguenau, Haguenau Arbitrage : Valentin Ougier |
| 16 h 00 CET      | Rapport            |         |                           | Parc des Sports de Haguenau, Haguenau Arbitrage : Valentin Ougier | Parc des Sports de Haguenau, Haguenau Arbitrage : Valentin Ougier |

## Phase finale

### Trente-deuxièmes de finale

#### Participants
Les 44 clubs qualifiés du 8e tour sont rejoints par les 20 clubs de Ligue 1 qui entrent à ce tour.
Le tirage au sort a lieu le lundi 21 novembre à 19h30 au stade de la Beaujoire, chez le tenant du titre, le FC Nantes, et diffusé sur FFFtv.
Les 64 clubs sont répartis dans 4 groupes géographiques et de niveau équitable.
À ce stade de la compétition, le petit poucet est le FCO Strasbourg Koenigshoffen qui évolue en R1.

#### Rencontres
Les rencontres ont lieu les vendredi 6, samedi 7 et dimanche 8 janvier.
- Groupe A

| 6 janvier 2023 | Grenoble Foot 38 (L2)                | 1 - 0   | Nîmes Olympique (L2)                | | |
| 18h00          | Sanyang 88e                          | (0 - 0) |                                     | Stade des Alpes, Grenoble Spectateurs : 2 269 Diffuseur : beIN Sports 1 (multiplex), beIN Sports MAX 5 Arbitrage : Alexandre Perreau Niel | Stade des Alpes, Grenoble Spectateurs : 2 269 Diffuseur : beIN Sports 1 (multiplex), beIN Sports MAX 5 Arbitrage : Alexandre Perreau Niel |
| 18h00          | Sbaï 35e · Bambock 40e · Paquiez 78e | Rapport | 37e Fomba · 60e Guessoum · 63e Koné | Stade des Alpes, Grenoble Spectateurs : 2 269 Diffuseur : beIN Sports 1 (multiplex), beIN Sports MAX 5 Arbitrage : Alexandre Perreau Niel | Stade des Alpes, Grenoble Spectateurs : 2 269 Diffuseur : beIN Sports 1 (multiplex), beIN Sports MAX 5 Arbitrage : Alexandre Perreau Niel |

| 6 janvier 2023 | Pau FC (L2)                  | 2 - 1   | Montpellier HSC (L1) | | |
| 18h00          | Bassouamina 25e · George 81e | (1 - 0) | 70e Germain          | Nouste Camp, Pau Spectateurs : 3 349 Diffuseur : beIN Sports 1 (multiplex), beIN Sports MAX 4 Arbitrage : Mathieu Vernice | Nouste Camp, Pau Spectateurs : 3 349 Diffuseur : beIN Sports 1 (multiplex), beIN Sports MAX 4 Arbitrage : Mathieu Vernice |
| 18h00          | Rapport                      |         |                      | Nouste Camp, Pau Spectateurs : 3 349 Diffuseur : beIN Sports 1 (multiplex), beIN Sports MAX 4 Arbitrage : Mathieu Vernice | Nouste Camp, Pau Spectateurs : 3 349 Diffuseur : beIN Sports 1 (multiplex), beIN Sports MAX 4 Arbitrage : Mathieu Vernice |

| 7 janvier 2023 | RC Pays de Grasse (N2) | 1 - 0   | La Tamponnaise (R1 La Réunion) | | |
| 13h00          | Gazzaoui 14e           | (1 - 0) |                                | Stade de la Paoute, Grasse Spectateurs : 1 800 Diffuseur : beIN Sports MAX 5 Arbitrage : Gaël Angoula | Stade de la Paoute, Grasse Spectateurs : 1 800 Diffuseur : beIN Sports MAX 5 Arbitrage : Gaël Angoula |
| 13h00          |                        | Rapport | 63e Jaotombo                   | Stade de la Paoute, Grasse Spectateurs : 1 800 Diffuseur : beIN Sports MAX 5 Arbitrage : Gaël Angoula | Stade de la Paoute, Grasse Spectateurs : 1 800 Diffuseur : beIN Sports MAX 5 Arbitrage : Gaël Angoula |

| 7 janvier 2023 | Hyères 83 FC (N2) | 0 - 2   | Olympique de Marseille (L1)    | | |
| 15h30          |                   | (0 - 1) | 46e (pen.) Sánchez · 70e Dieng | Stade Francis-Turcan, Martigues Spectateurs : 8 000 Diffuseur : beIN Sports 1 et France 3 Arbitrage : Jérémy Stinat | Stade Francis-Turcan, Martigues Spectateurs : 8 000 Diffuseur : beIN Sports 1 et France 3 Arbitrage : Jérémy Stinat |
| 15h30          |                   | Rapport | 4e Balerdi · 15e Bailly        | Stade Francis-Turcan, Martigues Spectateurs : 8 000 Diffuseur : beIN Sports 1 et France 3 Arbitrage : Jérémy Stinat | Stade Francis-Turcan, Martigues Spectateurs : 8 000 Diffuseur : beIN Sports 1 et France 3 Arbitrage : Jérémy Stinat |

| 7 janvier 2023 | AS Monaco (L1)                                                  | 2 - 2 4 - 5 t. a. b. | Rodez AF (L2)                                             | | |
| 18h00          | Akliouche 23e · Ben Yedder 37e                                  | (2 - 1)              | 42e Mendes · 80e Abdennour                                | Stade Louis-II, Monaco Spectateurs : 1 000 Diffuseur : beIN Sports 1 (multiplex), beIN Sports MAX 6 Arbitrage : Abdelatif Kherradji | Stade Louis-II, Monaco Spectateurs : 1 000 Diffuseur : beIN Sports 1 (multiplex), beIN Sports MAX 6 Arbitrage : Abdelatif Kherradji |
| 18h00          | Magassa 26e                                                     | Rapport              | 49e Boissier · 79e Depres ·                               | Stade Louis-II, Monaco Spectateurs : 1 000 Diffuseur : beIN Sports 1 (multiplex), beIN Sports MAX 6 Arbitrage : Abdelatif Kherradji | Stade Louis-II, Monaco Spectateurs : 1 000 Diffuseur : beIN Sports 1 (multiplex), beIN Sports MAX 6 Arbitrage : Abdelatif Kherradji |
| 18h00          | Ben Yedder · Disasi · Ben Seghir · Henrique · Golovin · Magassa | Tirs au but 4 - 5    | Abdennour · Danger · Corredor · Senaya · Senaya · Pembélé | Stade Louis-II, Monaco Spectateurs : 1 000 Diffuseur : beIN Sports 1 (multiplex), beIN Sports MAX 6 Arbitrage : Abdelatif Kherradji | Stade Louis-II, Monaco Spectateurs : 1 000 Diffuseur : beIN Sports 1 (multiplex), beIN Sports MAX 6 Arbitrage : Abdelatif Kherradji |

| 7 janvier 2023 | Le Puy Foot 43 Auvergne (N) | 1 - 0   | OGC Nice (L1) | | |
| 18h00          | Ben Fredj 3e                | (1 - 0) |               | Stade Charles-Massot, Le Puy-en-Velay Spectateurs : 3 800 Diffuseur : beIN Sports 1 (multiplex), beIN Sports MAX 7 Arbitrage : Clément Turpin | Stade Charles-Massot, Le Puy-en-Velay Spectateurs : 3 800 Diffuseur : beIN Sports 1 (multiplex), beIN Sports MAX 7 Arbitrage : Clément Turpin |
| 18h00          | Rapport                     |         |               | Stade Charles-Massot, Le Puy-en-Velay Spectateurs : 3 800 Diffuseur : beIN Sports 1 (multiplex), beIN Sports MAX 7 Arbitrage : Clément Turpin | Stade Charles-Massot, Le Puy-en-Velay Spectateurs : 3 800 Diffuseur : beIN Sports 1 (multiplex), beIN Sports MAX 7 Arbitrage : Clément Turpin |

| 8 janvier 2023 | Jura Sud Foot (N2)                    | 1 - 2   | AC Ajaccio (L1)         | | |
| 15h30          | Wagué 90+1e                           | (0 - 1) | 45+2e (pen.) 63e Levine | Stade municipal, Moirans-en-Montagne Spectateurs : 2 080 Diffuseur : beIN Sports 1 (multiplex), beIN Sports MAX 4 Arbitrage : Stéphanie Frappart | Stade municipal, Moirans-en-Montagne Spectateurs : 2 080 Diffuseur : beIN Sports 1 (multiplex), beIN Sports MAX 4 Arbitrage : Stéphanie Frappart |
| 15h30          | Baradji 44e · Gaubey 45e · Delbos 70e | Rapport | 19e Moussiti-Oko        | Stade municipal, Moirans-en-Montagne Spectateurs : 2 080 Diffuseur : beIN Sports 1 (multiplex), beIN Sports MAX 4 Arbitrage : Stéphanie Frappart | Stade municipal, Moirans-en-Montagne Spectateurs : 2 080 Diffuseur : beIN Sports 1 (multiplex), beIN Sports MAX 4 Arbitrage : Stéphanie Frappart |

| 8 janvier 2023 | Aubagne FC (N2)            | 1 - 3   | Chambéry SF (N3)                        | | |
| 18h00          | Djaballah 72e              | (0 - 0) | 60e Volic · 63e Poujol · 83e Scarantino | Stade de Lattre-de-Tassigny, Aubagne Spectateurs : 1 000 Diffuseur : beIN Sports 1 (multiplex), beIN Sports MAX 7 Arbitrage : Romain Delpech | Stade de Lattre-de-Tassigny, Aubagne Spectateurs : 1 000 Diffuseur : beIN Sports 1 (multiplex), beIN Sports MAX 7 Arbitrage : Romain Delpech |
| 18h00          | Pirioua 11e · Doukansy 71e | Rapport | 57e Albrecht · 60e Volic                | Stade de Lattre-de-Tassigny, Aubagne Spectateurs : 1 000 Diffuseur : beIN Sports 1 (multiplex), beIN Sports MAX 7 Arbitrage : Romain Delpech | Stade de Lattre-de-Tassigny, Aubagne Spectateurs : 1 000 Diffuseur : beIN Sports 1 (multiplex), beIN Sports MAX 7 Arbitrage : Romain Delpech |

- Groupe B

| 7 janvier 2023 | US Avranches (N) | 0 - 2   | Stade brestois 29 (L1)         | | |
| 15h30          |                  | (0 - 0) | 74e Lees-Melou · 90+3e Camblan | Stade René-Fenouillère, Avranches Spectateurs : 3 616 Diffuseur : beIN Sports MAX 7 et France 3 Régions Arbitrage : Eric Wattellier | Stade René-Fenouillère, Avranches Spectateurs : 3 616 Diffuseur : beIN Sports MAX 7 et France 3 Régions Arbitrage : Eric Wattellier |
| 15h30          | Rapport          |         |                                | Stade René-Fenouillère, Avranches Spectateurs : 3 616 Diffuseur : beIN Sports MAX 7 et France 3 Régions Arbitrage : Eric Wattellier | Stade René-Fenouillère, Avranches Spectateurs : 3 616 Diffuseur : beIN Sports MAX 7 et France 3 Régions Arbitrage : Eric Wattellier |

| 7 janvier 2023 | AF Vire (N3) | 0 - 2   | FC Nantes (L1)             | | |
| 18h00          |              | (0 - 1) | 29e Mohamed · 55e Guessand | Stade Michel-d'Ornano, Caen Spectateurs : 8 500 Diffuseur : beIN Sports 1 (multiplex), beIN Sports MAX 5 Arbitrage : Benoît Millot | Stade Michel-d'Ornano, Caen Spectateurs : 8 500 Diffuseur : beIN Sports 1 (multiplex), beIN Sports MAX 5 Arbitrage : Benoît Millot |
| 18h00          | Epailly 20e  | Rapport |                            | Stade Michel-d'Ornano, Caen Spectateurs : 8 500 Diffuseur : beIN Sports 1 (multiplex), beIN Sports MAX 5 Arbitrage : Benoît Millot | Stade Michel-d'Ornano, Caen Spectateurs : 8 500 Diffuseur : beIN Sports 1 (multiplex), beIN Sports MAX 5 Arbitrage : Benoît Millot |

| 7 janvier 2023 | Stade plabennécois (N3) | 2 - 0   | Vannes OC (N2)                                          | | |
| 18h00          | Kujabi 30e · Madec 79e  | (1 - 0) |                                                         | Stade de Kervéguen, Plabennec Spectateurs : 1 500 Diffuseur : beIN Sports 1 (multiplex), beIN Sports Web Arbitrage : Benjamin Lepaysant | Stade de Kervéguen, Plabennec Spectateurs : 1 500 Diffuseur : beIN Sports 1 (multiplex), beIN Sports Web Arbitrage : Benjamin Lepaysant |
| 18h00          | Pellen 55e              | Rapport | 26e Duclovel · 61e Wandji · 74e Blanchard · 77e Bouedec | Stade de Kervéguen, Plabennec Spectateurs : 1 500 Diffuseur : beIN Sports 1 (multiplex), beIN Sports Web Arbitrage : Benjamin Lepaysant | Stade de Kervéguen, Plabennec Spectateurs : 1 500 Diffuseur : beIN Sports 1 (multiplex), beIN Sports Web Arbitrage : Benjamin Lepaysant |

| 7 janvier 2023 | US Granville (N2)                     | 0 - 3   | Chamois niortais FC (L2)     | | |
| 18h00          |                                       | (0 - 0) | 57e 69e Olaitan · 77e Merdji | Stade Louis Dior, Granville Spectateurs : 1 390 Diffuseur : beIN Sports 1 (multiplex), beIN Sports MAX 8 Arbitrage : Aurélien Petit | Stade Louis Dior, Granville Spectateurs : 1 390 Diffuseur : beIN Sports 1 (multiplex), beIN Sports MAX 8 Arbitrage : Aurélien Petit |
| 18h00          | Kimmakon 9e · Sawadogo 44e · Buon 59e | Rapport | 48e Olaitan                  | Stade Louis Dior, Granville Spectateurs : 1 390 Diffuseur : beIN Sports 1 (multiplex), beIN Sports MAX 8 Arbitrage : Aurélien Petit | Stade Louis Dior, Granville Spectateurs : 1 390 Diffuseur : beIN Sports 1 (multiplex), beIN Sports MAX 8 Arbitrage : Aurélien Petit |

| 7 janvier 2023 | Girondins de Bordeaux (L2) | 1 - 2   | Stade rennais FC (L1)     | | |
| 20h45          | Maja 45+2e                 | (1 - 1) | 23e Bourigeaud · 53e Doku | Matmut Atlantique, Bordeaux Spectateurs : 20 000 Diffuseur : beIN Sports 1 Arbitrage : Pierre Gaillouste | Matmut Atlantique, Bordeaux Spectateurs : 20 000 Diffuseur : beIN Sports 1 Arbitrage : Pierre Gaillouste |
| 20h45          | Bokele 60e                 | Rapport | 70e Wooh                  | Matmut Atlantique, Bordeaux Spectateurs : 20 000 Diffuseur : beIN Sports 1 Arbitrage : Pierre Gaillouste | Matmut Atlantique, Bordeaux Spectateurs : 20 000 Diffuseur : beIN Sports 1 Arbitrage : Pierre Gaillouste |

| 8 janvier 2023 | AS Châtaigneraie (R1) | 0 - 6   | FC Lorient (L1)                                                               | | |
| 15h30          |                       | (0 - 2) | 43e (pen.) Koné · 45+2e 61e Cathline · 51e Aouchiche · 54e Diarra · 77e Grbić | Stade Henri-Desgrange, La Roche-sur-Yon Spectateurs : 5 000 Diffuseur : beIN Sports 1 (multiplex), beIN Sports 3 Arbitrage : Marc Bollengier | Stade Henri-Desgrange, La Roche-sur-Yon Spectateurs : 5 000 Diffuseur : beIN Sports 1 (multiplex), beIN Sports 3 Arbitrage : Marc Bollengier |
| 15h30          | Rapport               |         |                                                                               | Stade Henri-Desgrange, La Roche-sur-Yon Spectateurs : 5 000 Diffuseur : beIN Sports 1 (multiplex), beIN Sports 3 Arbitrage : Marc Bollengier | Stade Henri-Desgrange, La Roche-sur-Yon Spectateurs : 5 000 Diffuseur : beIN Sports 1 (multiplex), beIN Sports 3 Arbitrage : Marc Bollengier |

| 8 janvier 2023 | Lannion FC (N3) | 1 - 7   | Toulouse FC (L1)                                                                                        | | |
| 18h00          | Haug 36e (csc)  | (1 - 3) | 12e Skyttä · 32e Begraoui · 39e 75e Dallinga · 57e Birmančević · 66e (csc) Boisvilliers · 81e Spierings | Stade de Roudourou, Guingamp Spectateurs : 6 300 Diffuseur : beIN Sports 1 (multiplex), beIN Sports MAX 5 Arbitrage : Ruddy Buquet | Stade de Roudourou, Guingamp Spectateurs : 6 300 Diffuseur : beIN Sports 1 (multiplex), beIN Sports MAX 5 Arbitrage : Ruddy Buquet |
| 18h00          |                 | Rapport | 85e van den Boomen                                                                                      | Stade de Roudourou, Guingamp Spectateurs : 6 300 Diffuseur : beIN Sports 1 (multiplex), beIN Sports MAX 5 Arbitrage : Ruddy Buquet | Stade de Roudourou, Guingamp Spectateurs : 6 300 Diffuseur : beIN Sports 1 (multiplex), beIN Sports MAX 5 Arbitrage : Ruddy Buquet |

| 8 janvier 2023 | Stade pontivyen (R1) | 1 - 4   | Vendée Les Herbiers (N2)                      | | |
| 18h00          | Le Bigaut 87e        | (0 - 2) | 18e Seydi · 24e Brélivet · 80e 90+3e Lavenant | Stade du Faubourg de Verdun, Pontivy Spectateurs : 2 100 Diffuseur : beIN Sports 1 (multiplex), beIN Sports MAX 9 Arbitrage : Mickaël Leleu | Stade du Faubourg de Verdun, Pontivy Spectateurs : 2 100 Diffuseur : beIN Sports 1 (multiplex), beIN Sports MAX 9 Arbitrage : Mickaël Leleu |
| 18h00          | Filanckembo 30e      | Rapport |                                               | Stade du Faubourg de Verdun, Pontivy Spectateurs : 2 100 Diffuseur : beIN Sports 1 (multiplex), beIN Sports MAX 9 Arbitrage : Mickaël Leleu | Stade du Faubourg de Verdun, Pontivy Spectateurs : 2 100 Diffuseur : beIN Sports 1 (multiplex), beIN Sports MAX 9 Arbitrage : Mickaël Leleu |

- Groupe C

| 6 janvier 2023 | Paris FC (L2)                                   | 3 - 1   | Valenciennes FC (L2)      | | |
| 18h00          | Caddy 28e (pen.) · Chahiri 49e · Guilavogui 69e | (1 - 1) | 16e (pen.) Berthomier     | Stade Charléty, Paris Spectateurs : 2 614 Diffuseur : beIN Sports 1 (multiplex), beIN Sports MAX 6 Arbitrage : Guillaume Paradis | Stade Charléty, Paris Spectateurs : 2 614 Diffuseur : beIN Sports 1 (multiplex), beIN Sports MAX 6 Arbitrage : Guillaume Paradis |
| 18h00          | Kebbal 37e                                      | Rapport | 33e Buatu · 90+1e Boudraa | Stade Charléty, Paris Spectateurs : 2 614 Diffuseur : beIN Sports 1 (multiplex), beIN Sports MAX 6 Arbitrage : Guillaume Paradis | Stade Charléty, Paris Spectateurs : 2 614 Diffuseur : beIN Sports 1 (multiplex), beIN Sports MAX 6 Arbitrage : Guillaume Paradis |

| 7 janvier 2023 | ESA Linas-Montlhéry (N3) | 0 - 2   | RC Lens (L1)            | | |
| 15h30          |                          | (0 - 0) | 72e Fofana · 77e Sotoca | Stade Robert-Bobin, Bondoufle Spectateurs : 9 955 Diffuseur : beIN Sports MAX 5 et France 3 Régions Arbitrage : Mikaël Lesage | Stade Robert-Bobin, Bondoufle Spectateurs : 9 955 Diffuseur : beIN Sports MAX 5 et France 3 Régions Arbitrage : Mikaël Lesage |
| 15h30          | Tchabo 22e               | Rapport |                         | Stade Robert-Bobin, Bondoufle Spectateurs : 9 955 Diffuseur : beIN Sports MAX 5 et France 3 Régions Arbitrage : Mikaël Lesage | Stade Robert-Bobin, Bondoufle Spectateurs : 9 955 Diffuseur : beIN Sports MAX 5 et France 3 Régions Arbitrage : Mikaël Lesage |

| 7 janvier 2023 | ES Thaon (N3)                         | 0 - 0 4 - 2 t. a. b. | Amiens SC (L2)                          | | |
| 18h00          |                                       | (0 - 0)              |                                         | Stade Robert Sayer, Thaon-les-Vosges Spectateurs : 2 000 Diffuseur : beIN Sports 1 (multiplex), beIN Sports MAX 9 Arbitrage : Pierre Legat | Stade Robert Sayer, Thaon-les-Vosges Spectateurs : 2 000 Diffuseur : beIN Sports 1 (multiplex), beIN Sports MAX 9 Arbitrage : Pierre Legat |
| 18h00          | Rother 50e · Lecoanet 52e · Cissé 84e | Rapport              | 30e Diabaté · 60e Leautey · 65e Gomis · | Stade Robert Sayer, Thaon-les-Vosges Spectateurs : 2 000 Diffuseur : beIN Sports 1 (multiplex), beIN Sports MAX 9 Arbitrage : Pierre Legat | Stade Robert Sayer, Thaon-les-Vosges Spectateurs : 2 000 Diffuseur : beIN Sports 1 (multiplex), beIN Sports MAX 9 Arbitrage : Pierre Legat |
| 18h00          | Alves · Koriche · Lecoanet · Cissé    | Tirs au but 4 - 2    | Arokodare · Bandé · Bariki · Fofana     | Stade Robert Sayer, Thaon-les-Vosges Spectateurs : 2 000 Diffuseur : beIN Sports 1 (multiplex), beIN Sports MAX 9 Arbitrage : Pierre Legat | Stade Robert Sayer, Thaon-les-Vosges Spectateurs : 2 000 Diffuseur : beIN Sports 1 (multiplex), beIN Sports MAX 9 Arbitrage : Pierre Legat |

| 8 janvier 2023 | ASM Belfort (N2)                            | 3 - 1   | Olympique Saint-Quentin (N2) | | |
| 15h30          | Berrabha 19e · Mazeghrane 45e · Sissoko 81e | (2 - 1) |                              | Stade Roger-Serzian, Belfort Spectateurs : 1 300 Diffuseur : beIN Sports 1 (multiplex), beIN Sports MAX 6 Arbitrage : Rémi Landry | Stade Roger-Serzian, Belfort Spectateurs : 1 300 Diffuseur : beIN Sports 1 (multiplex), beIN Sports MAX 6 Arbitrage : Rémi Landry |
| 15h30          | Konki 53e · Cuenin 73e · Dutournier 87e     | Rapport | 20e Sylla · 80e Modeste      | Stade Roger-Serzian, Belfort Spectateurs : 1 300 Diffuseur : beIN Sports 1 (multiplex), beIN Sports MAX 6 Arbitrage : Rémi Landry | Stade Roger-Serzian, Belfort Spectateurs : 1 300 Diffuseur : beIN Sports 1 (multiplex), beIN Sports MAX 6 Arbitrage : Rémi Landry |

| 8 janvier 2023 | FC Loon-Plage (R1)        | 0 - 7   | Stade de Reims (L1)                                                         | | |
| 15h30          |                           | (0 - 1) | 45+3e Zeneli · 54e 90e Sierhuis · 69e Flips · 77e 78e Adeline · 89e Guitane | Stade Marcel Rosseel, Loon-Plage Spectateurs : 1 260 Diffuseur : beIN Sports 1 (multiplex), beIN Sports MAX 5 Arbitrage : Thomas Léonard | Stade Marcel Rosseel, Loon-Plage Spectateurs : 1 260 Diffuseur : beIN Sports 1 (multiplex), beIN Sports MAX 5 Arbitrage : Thomas Léonard |
| 15h30          | Leblanc 43e · Bocquet 79e | Rapport | 50e Cajuste · 63e Guitane                                                   | Stade Marcel Rosseel, Loon-Plage Spectateurs : 1 260 Diffuseur : beIN Sports 1 (multiplex), beIN Sports MAX 5 Arbitrage : Thomas Léonard | Stade Marcel Rosseel, Loon-Plage Spectateurs : 1 260 Diffuseur : beIN Sports 1 (multiplex), beIN Sports MAX 5 Arbitrage : Thomas Léonard |

| 8 janvier 2023 | USL Dunkerque (N)                             | 2 - 2 4 - 5 t. a. b. | AJ Auxerre (L1)                              | | |
| 18h00          | Baghdadi 5e · Ipiélé 68e                      | (1 - 2)              | 19e 35e Raveloson                            | Stade Marcel-Tribut, Dunkerque Spectateurs : 4 000 Diffuseur : beIN Sports 1 (multiplex), beIN Sports 3 Arbitrage : François Letexier | Stade Marcel-Tribut, Dunkerque Spectateurs : 4 000 Diffuseur : beIN Sports 1 (multiplex), beIN Sports 3 Arbitrage : François Letexier |
| 18h00          | Thiam 25e · Keïta 33e                         | Rapport              | 43e Hein ·                                   | Stade Marcel-Tribut, Dunkerque Spectateurs : 4 000 Diffuseur : beIN Sports 1 (multiplex), beIN Sports 3 Arbitrage : François Letexier | Stade Marcel-Tribut, Dunkerque Spectateurs : 4 000 Diffuseur : beIN Sports 1 (multiplex), beIN Sports 3 Arbitrage : François Letexier |
| 18h00          | Baghdadi · Bilingi · Ipiélé · Pierre · Ghrieb | Tirs au but 4 - 5    | Niang · Jubal Jr · Jeanvier · Perrin · Touré | Stade Marcel-Tribut, Dunkerque Spectateurs : 4 000 Diffuseur : beIN Sports 1 (multiplex), beIN Sports 3 Arbitrage : François Letexier | Stade Marcel-Tribut, Dunkerque Spectateurs : 4 000 Diffuseur : beIN Sports 1 (multiplex), beIN Sports 3 Arbitrage : François Letexier |

| 8 janvier 2023 | LOSC Lille (L1)      | 2 - 0   | ES Troyes AC (L1)                        | | |
| 20h45          | David 15e · Bayo 68e | (1 - 0) |                                          | Stade Pierre-Mauroy, Villeneuve-d'Ascq Spectateurs : 13 185 Diffuseur : beIN Sports 1 Arbitrage : Jérôme Brisard | Stade Pierre-Mauroy, Villeneuve-d'Ascq Spectateurs : 13 185 Diffuseur : beIN Sports 1 Arbitrage : Jérôme Brisard |
| 20h45          |                      | Rapport | 21e Mazou-Sacko · 32e Baldé · 70e Dongmo | Stade Pierre-Mauroy, Villeneuve-d'Ascq Spectateurs : 13 185 Diffuseur : beIN Sports 1 Arbitrage : Jérôme Brisard | Stade Pierre-Mauroy, Villeneuve-d'Ascq Spectateurs : 13 185 Diffuseur : beIN Sports 1 Arbitrage : Jérôme Brisard |

| 14 janvier 2023 | US Pays de Cassel (R1)                                | 1 - 1 5 - 4 t. a. b. | Wasquehal Football (N2)                                    | | |
| 18 h 00         | Zmijak 89e                                            | (0 - 0)              | 83e Bouzar                                                 | Stade Auguste Damette, Hazebrouck Spectateurs : 2 500 Diffuseur : beIN Sports MAX 7 Arbitrage : Mehdi Mokhtari | Stade Auguste Damette, Hazebrouck Spectateurs : 2 500 Diffuseur : beIN Sports MAX 7 Arbitrage : Mehdi Mokhtari |
| 18 h 00         | Sané 59e                                              | Rapport              | 56e Bouleghcha ·                                           | Stade Auguste Damette, Hazebrouck Spectateurs : 2 500 Diffuseur : beIN Sports MAX 7 Arbitrage : Mehdi Mokhtari | Stade Auguste Damette, Hazebrouck Spectateurs : 2 500 Diffuseur : beIN Sports MAX 7 Arbitrage : Mehdi Mokhtari |
| 18 h 00         | Zmijak · Sané · Valdher · Leganese · Leclerc · Rudent | Tirs au but 5 - 4    | Cabaye · Bouleghcha · Bouzar · Haouri · Belaggoune · Daoud | Stade Auguste Damette, Hazebrouck Spectateurs : 2 500 Diffuseur : beIN Sports MAX 7 Arbitrage : Mehdi Mokhtari | Stade Auguste Damette, Hazebrouck Spectateurs : 2 500 Diffuseur : beIN Sports MAX 7 Arbitrage : Mehdi Mokhtari |

- Groupe D

| 6 janvier 2023 | RC Strasbourg Alsace (L1)                                   | 0 - 0 4 - 5 t. a. b. | Angers SCO (L1)                                     | | |
| 18h00          |                                                             | (0 - 0)              |                                                     | Stade de la Meinau, Strasbourg Spectateurs : 10 323 Diffuseur : beIN Sports1 (multiplex), beIN Sports 2 Arbitrage : Willy Delajod | Stade de la Meinau, Strasbourg Spectateurs : 10 323 Diffuseur : beIN Sports1 (multiplex), beIN Sports 2 Arbitrage : Willy Delajod |
| 18h00          | Rapport                                                     |                      |                                                     | Stade de la Meinau, Strasbourg Spectateurs : 10 323 Diffuseur : beIN Sports1 (multiplex), beIN Sports 2 Arbitrage : Willy Delajod | Stade de la Meinau, Strasbourg Spectateurs : 10 323 Diffuseur : beIN Sports1 (multiplex), beIN Sports 2 Arbitrage : Willy Delajod |
| 18h00          | Diallo · Mothiba · Thomasson · Bellegarde · Diarra · Nyamsi | Tirs au but 4 - 5    | Abdelli · Sima · Mendy · Salama · Bentaleb · Camara | Stade de la Meinau, Strasbourg Spectateurs : 10 323 Diffuseur : beIN Sports1 (multiplex), beIN Sports 2 Arbitrage : Willy Delajod | Stade de la Meinau, Strasbourg Spectateurs : 10 323 Diffuseur : beIN Sports1 (multiplex), beIN Sports 2 Arbitrage : Willy Delajod |

| 6 janvier 2023 | LB Châteauroux (N) | 1 - 3   | Paris Saint-Germain (L1)               | | |
| 21h00          | Ntolla 37e         | (1 - 1) | 13e Ekitike · 78e Soler · 90+1e Bernat | Stade Gaston-Petit, Châteauroux Spectateurs : 14 003 Diffuseur : beIN Sports 1 Arbitrage : Bastien Dechepy | Stade Gaston-Petit, Châteauroux Spectateurs : 14 003 Diffuseur : beIN Sports 1 Arbitrage : Bastien Dechepy |
| 21h00          | Rapport            |         |                                        | Stade Gaston-Petit, Châteauroux Spectateurs : 14 003 Diffuseur : beIN Sports 1 Arbitrage : Bastien Dechepy | Stade Gaston-Petit, Châteauroux Spectateurs : 14 003 Diffuseur : beIN Sports 1 Arbitrage : Bastien Dechepy |

| 7 janvier 2023 | Évreux FC (N2)                                     | 1 - 1 3 - 4 t. a. b. | SC Bastia (L2)                                                | | |
| 13h00          | Mendes 16e                                         | (1 - 0)              | 90+2e Salles-Lamonge                                          | Stade Pacy-Ménilles, Ménilles Spectateurs : 2 200 Diffuseur : beIN Sports MAX 4 Arbitrage : Romain Lissorgue | Stade Pacy-Ménilles, Ménilles Spectateurs : 2 200 Diffuseur : beIN Sports MAX 4 Arbitrage : Romain Lissorgue |
| 13h00          | Valentin 36e · Correia 44e · Mendes 67e            | Rapport              | 29e Ducrocq · 47e Kaiboue ·                                   | Stade Pacy-Ménilles, Ménilles Spectateurs : 2 200 Diffuseur : beIN Sports MAX 4 Arbitrage : Romain Lissorgue | Stade Pacy-Ménilles, Ménilles Spectateurs : 2 200 Diffuseur : beIN Sports MAX 4 Arbitrage : Romain Lissorgue |
| 13h00          | Valentin · D. Mendes · I. Mendes · Betin · Bokutsu | Tirs au but 3 - 4    | Salles-Lamonge · Van den Kerkhof · Kaïboué · Schur · Alfarela | Stade Pacy-Ménilles, Ménilles Spectateurs : 2 200 Diffuseur : beIN Sports MAX 4 Arbitrage : Romain Lissorgue | Stade Pacy-Ménilles, Ménilles Spectateurs : 2 200 Diffuseur : beIN Sports MAX 4 Arbitrage : Romain Lissorgue |

| 7 janvier 2023 | FCO Strasbourg Koenigshoffen (R1)                   | 0 - 0 4 - 3 t. a. b. | Clermont Foot 63 (L1)                        | | |
| 15h30          |                                                     | (0 - 0)              |                                              | Stade Émile-Stahl, Strasbourg Spectateurs : 2 700 Diffuseur : beIN Sports MAX 6 et France 3 Régions Arbitrage : Benoît Bastien | Stade Émile-Stahl, Strasbourg Spectateurs : 2 700 Diffuseur : beIN Sports MAX 6 et France 3 Régions Arbitrage : Benoît Bastien |
| 15h30          | Rapport                                             |                      |                                              | Stade Émile-Stahl, Strasbourg Spectateurs : 2 700 Diffuseur : beIN Sports MAX 6 et France 3 Régions Arbitrage : Benoît Bastien | Stade Émile-Stahl, Strasbourg Spectateurs : 2 700 Diffuseur : beIN Sports MAX 6 et France 3 Régions Arbitrage : Benoît Bastien |
| 15h30          | Cherief · Mouakit · Tine · Ibrahim Sidow · Kekambus | Tirs au but 4 - 3    | Cham · Allevinah · Massolin · Ogier · Diallo | Stade Émile-Stahl, Strasbourg Spectateurs : 2 700 Diffuseur : beIN Sports MAX 6 et France 3 Régions Arbitrage : Benoît Bastien | Stade Émile-Stahl, Strasbourg Spectateurs : 2 700 Diffuseur : beIN Sports MAX 6 et France 3 Régions Arbitrage : Benoît Bastien |

| 7 janvier 2023 | Olympique lyonnais (L1)       | 2 - 1   | FC Metz (L2) | | |
| 15h30          | Barcola 60e · Candé 77e (csc) | (0 - 0) | 63e Jallow   | Parc Olympique lyonnais, Décines-Charpieu Spectateurs : 29 763 Diffuseur : beIN Sports MAX 4 et France 3 Régions Arbitrage : Florent Batta | Parc Olympique lyonnais, Décines-Charpieu Spectateurs : 29 763 Diffuseur : beIN Sports MAX 4 et France 3 Régions Arbitrage : Florent Batta |
| 15h30          | Rapport                       |         |              | Parc Olympique lyonnais, Décines-Charpieu Spectateurs : 29 763 Diffuseur : beIN Sports MAX 4 et France 3 Régions Arbitrage : Florent Batta | Parc Olympique lyonnais, Décines-Charpieu Spectateurs : 29 763 Diffuseur : beIN Sports MAX 4 et France 3 Régions Arbitrage : Florent Batta |

| 7 janvier 2023 | ES Villerupt Thil (R1)            | 1 - 6   | FC Annecy (L2)                                                  | | |
| 18h00          | Mannarino 19e                     | (1 - 4) | 7e 29e Pajot · 16e Temanfo · 23e Mendy · 64e Rocchi · 75e Baldé | Stade André Valentin, Amnéville-les-Thermes Spectateurs : 5 000 Diffuseur : beIN Sports 1 (multiplex), beIN Sports MAX 10 Arbitrage : Olivier Thual | Stade André Valentin, Amnéville-les-Thermes Spectateurs : 5 000 Diffuseur : beIN Sports 1 (multiplex), beIN Sports MAX 10 Arbitrage : Olivier Thual |
| 18h00          | Milla 31e · Ali 35e · Isamene 88e | Rapport | 18e Pajot                                                       | Stade André Valentin, Amnéville-les-Thermes Spectateurs : 5 000 Diffuseur : beIN Sports 1 (multiplex), beIN Sports MAX 10 Arbitrage : Olivier Thual | Stade André Valentin, Amnéville-les-Thermes Spectateurs : 5 000 Diffuseur : beIN Sports 1 (multiplex), beIN Sports MAX 10 Arbitrage : Olivier Thual |

| 8 janvier 2023 | FC Chamalières (N2)                                                                      | 0 - 0 6 - 5 t. a. b. | Bourges Foot 18 (N2)                                                     | | |
| 15h30          |                                                                                          | (0 - 0)              |                                                                          | Annexe du stade Gabriel-Montpied, Clermont-Ferrand Spectateurs : 1 370 Diffuseur : beIN Sports 1 (multiplex), beIN Sports MAX 7 Arbitrage : Mehdi Mokhtari | Annexe du stade Gabriel-Montpied, Clermont-Ferrand Spectateurs : 1 370 Diffuseur : beIN Sports 1 (multiplex), beIN Sports MAX 7 Arbitrage : Mehdi Mokhtari |
| 15h30          | Vinicius 30e · Dodin 71e                                                                 | Rapport              | 87e Fofana ·                                                             | Annexe du stade Gabriel-Montpied, Clermont-Ferrand Spectateurs : 1 370 Diffuseur : beIN Sports 1 (multiplex), beIN Sports MAX 7 Arbitrage : Mehdi Mokhtari | Annexe du stade Gabriel-Montpied, Clermont-Ferrand Spectateurs : 1 370 Diffuseur : beIN Sports 1 (multiplex), beIN Sports MAX 7 Arbitrage : Mehdi Mokhtari |
| 15h30          | Nsilu Kuyenga · Vinicius · Babeka Dibane · Gnalega · Mbina · Bekili · Vinicius · Couderc | Tirs au but 6 - 5    | Mroivili · Fofana · Marques · Héréson · Sambou · Faye · Farnabe · Ndiaye | Annexe du stade Gabriel-Montpied, Clermont-Ferrand Spectateurs : 1 370 Diffuseur : beIN Sports 1 (multiplex), beIN Sports MAX 7 Arbitrage : Mehdi Mokhtari | Annexe du stade Gabriel-Montpied, Clermont-Ferrand Spectateurs : 1 370 Diffuseur : beIN Sports 1 (multiplex), beIN Sports MAX 7 Arbitrage : Mehdi Mokhtari |

| 8 janvier 2023 | Avoine O. Chinon Cinais (N3) | 1 - 2   | Vierzon FC (N2)           | | |
| 18h00          | Thonnel 20e                  | (1 - 1) | 4e Chamoueni · 62e Camara | Stade Marcel-Vignaud, Avoine Spectateurs : 2 100 Diffuseur : beIN Sports 1 (multiplex), beIN Sports MAX 10 Arbitrage : Arnaud Baert | Stade Marcel-Vignaud, Avoine Spectateurs : 2 100 Diffuseur : beIN Sports 1 (multiplex), beIN Sports MAX 10 Arbitrage : Arnaud Baert |
| 18h00          | Essis 73e                    | Rapport | 19e Camara · 87e Bandu    | Stade Marcel-Vignaud, Avoine Spectateurs : 2 100 Diffuseur : beIN Sports 1 (multiplex), beIN Sports MAX 10 Arbitrage : Arnaud Baert | Stade Marcel-Vignaud, Avoine Spectateurs : 2 100 Diffuseur : beIN Sports 1 (multiplex), beIN Sports MAX 10 Arbitrage : Arnaud Baert |

### Seizièmes de finale

#### Participants
Le tirage au sort a lieu le 8 janvier à 20h00, précédant la dernière rencontre des 32es entre le LOSC Lille et l'ES Troyes AC, et diffusé sur beIN Sports 1.
À ce stade de la compétition, le petit poucet est le FCO Strasbourg Koenigshoffen qui évolue en R1.

#### Rencontres

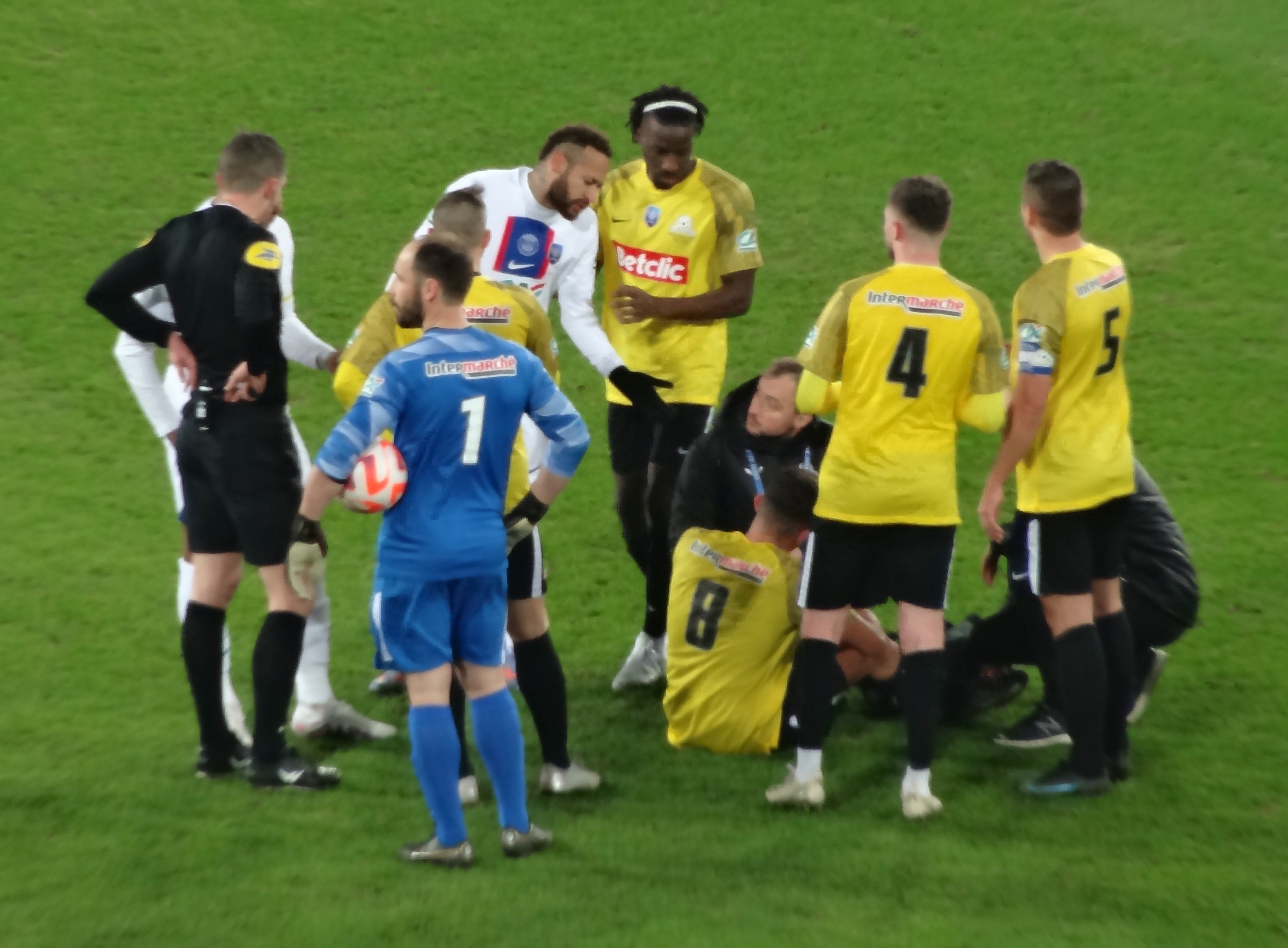
L'équipe de l'US Pays de Cassel face au Paris SG le 23 janvier 2023

Les rencontres, prévues les samedi 21 et dimanche 22 janvier, se déroulent finalement du vendredi 20 au lundi 23.
| 20 janvier 2023 | Olympique de Marseille (L1) | 1 - 0   | Stade rennais FC (L1) | | |
| 21h10           | Guendouzi 59e               | (0 - 0) |                       | Stade Vélodrome, Marseille Spectateurs : 57 103 Diffuseur : beIN Sports 1 et France 3 Arbitrage : Stéphanie Frappart | Stade Vélodrome, Marseille Spectateurs : 57 103 Diffuseur : beIN Sports 1 et France 3 Arbitrage : Stéphanie Frappart |
| 21h10           | Balerdi 45+1e               | Rapport | 8e Wooh · 73e Traoré  | Stade Vélodrome, Marseille Spectateurs : 57 103 Diffuseur : beIN Sports 1 et France 3 Arbitrage : Stéphanie Frappart | Stade Vélodrome, Marseille Spectateurs : 57 103 Diffuseur : beIN Sports 1 et France 3 Arbitrage : Stéphanie Frappart |

| 21 janvier 2023 | Chambéry SF (N3) | 0 - 3   | Olympique lyonnais (L1) | | |
| 15h30           |                  | (0 - 2) | 11e 33e 67e Lacazette   | Groupama Stadium, Décines-Charpieu Spectateurs : 18 344 Diffuseur : beIN Sports 1 Arbitrage : Gaël Angoula | Groupama Stadium, Décines-Charpieu Spectateurs : 18 344 Diffuseur : beIN Sports 1 Arbitrage : Gaël Angoula |
| 15h30           |                  | Rapport | 43e Tagliafico          | Groupama Stadium, Décines-Charpieu Spectateurs : 18 344 Diffuseur : beIN Sports 1 Arbitrage : Gaël Angoula | Groupama Stadium, Décines-Charpieu Spectateurs : 18 344 Diffuseur : beIN Sports 1 Arbitrage : Gaël Angoula |

| 21 janvier 2023 | Toulouse FC (L1)          | 2 - 0   | AC Ajaccio (L1) | | |
| 18h00           | Aboukhlal 66e · Ratão 69e | (0 - 0) |                 | Stadium de Toulouse, Toulouse Spectateurs : 18 708 Diffuseur : beIN Sports 1 (multiplex), beIN Sports MAX 4 Arbitrage : François Letexier | Stadium de Toulouse, Toulouse Spectateurs : 18 708 Diffuseur : beIN Sports 1 (multiplex), beIN Sports MAX 4 Arbitrage : François Letexier |
| 18h00           | Sylla 32e                 | Rapport | 8e Gonzalez     | Stadium de Toulouse, Toulouse Spectateurs : 18 708 Diffuseur : beIN Sports 1 (multiplex), beIN Sports MAX 4 Arbitrage : François Letexier | Stadium de Toulouse, Toulouse Spectateurs : 18 708 Diffuseur : beIN Sports 1 (multiplex), beIN Sports MAX 4 Arbitrage : François Letexier |

| 21 janvier 2023 | SC Bastia (L2)            | 1 - 1 1 - 4 t. a. b. | FC Lorient (L1)                      | | |
| 18h00           | Sainati 81e               | (0 - 0)              | 64e Koné                             | Stade Armand-Cesari, Furiani Spectateurs : 7 518 Diffuseur : beIN Sports 1 (multiplex), beIN Sports MAX 6 Arbitrage : Eric Wattellier | Stade Armand-Cesari, Furiani Spectateurs : 7 518 Diffuseur : beIN Sports 1 (multiplex), beIN Sports MAX 6 Arbitrage : Eric Wattellier |
| 18h00           | Bohnert 81e · Sainati 86e | Rapport              | 65e Koné ·                           | Stade Armand-Cesari, Furiani Spectateurs : 7 518 Diffuseur : beIN Sports 1 (multiplex), beIN Sports MAX 6 Arbitrage : Eric Wattellier | Stade Armand-Cesari, Furiani Spectateurs : 7 518 Diffuseur : beIN Sports 1 (multiplex), beIN Sports MAX 6 Arbitrage : Eric Wattellier |
| 18h00           | Magri · Djoco · Kaïboué   | Tirs au but 1 - 4    | Le Bris · Talbi · Doucouré · Abergel | Stade Armand-Cesari, Furiani Spectateurs : 7 518 Diffuseur : beIN Sports 1 (multiplex), beIN Sports MAX 6 Arbitrage : Eric Wattellier | Stade Armand-Cesari, Furiani Spectateurs : 7 518 Diffuseur : beIN Sports 1 (multiplex), beIN Sports MAX 6 Arbitrage : Eric Wattellier |

| 21 janvier 2023 | Vendée Les Herbiers (N2) | 0 - 3   | Stade de Reims (L1)                   | | |
| 18h00           |                          | (0 - 1) | 37e Balogun · 64e Flips · 87e Adeline | Stade Massabielle, Les Herbiers Spectateurs : 4 600 Diffuseur : beIN Sports 1 (multiplex), beIN Sports MAX 7 Arbitrage : Mathieu Vernice | Stade Massabielle, Les Herbiers Spectateurs : 4 600 Diffuseur : beIN Sports 1 (multiplex), beIN Sports MAX 7 Arbitrage : Mathieu Vernice |
| 18h00           | Rapport                  |         |                                       | Stade Massabielle, Les Herbiers Spectateurs : 4 600 Diffuseur : beIN Sports 1 (multiplex), beIN Sports MAX 7 Arbitrage : Mathieu Vernice | Stade Massabielle, Les Herbiers Spectateurs : 4 600 Diffuseur : beIN Sports 1 (multiplex), beIN Sports MAX 7 Arbitrage : Mathieu Vernice |

| 21 janvier 2023 | FC Chamalières (N2)      | 0 - 4   | Paris FC (L2)                                       | | |
| 18h00           |                          | (0 - 2) | 30e Caddy · 42e Lopez · 70e Guilavogui · 73e Dabila | Stade Gabriel-Montpied, Clermont-Ferrand Spectateurs : 3 535 Diffuseur : beIN Sports 1 (multiplex), beIN Sports MAX 5 Arbitrage : Florent Batta | Stade Gabriel-Montpied, Clermont-Ferrand Spectateurs : 3 535 Diffuseur : beIN Sports 1 (multiplex), beIN Sports MAX 5 Arbitrage : Florent Batta |
| 18h00           | Kapela 64e · Bouvier 84e | Rapport | 64e Maçon · 78e Guilavogui                          | Stade Gabriel-Montpied, Clermont-Ferrand Spectateurs : 3 535 Diffuseur : beIN Sports 1 (multiplex), beIN Sports MAX 5 Arbitrage : Florent Batta | Stade Gabriel-Montpied, Clermont-Ferrand Spectateurs : 3 535 Diffuseur : beIN Sports 1 (multiplex), beIN Sports MAX 5 Arbitrage : Florent Batta |

| 21 janvier 2023 | RC Pays de Grasse (N2)                                          | 0 - 0 4 - 5 t. a. b. | Rodez AF (L2)                                                                | | |
| 18h00           |                                                                 | (0 - 0)              |                                                                              | Stade de la Paoute, Grasse Spectateurs : 2 000 Diffuseur : beIN Sports 1 (multiplex), beIN Sports MAX 9 Arbitrage : Jérémy Stinat | Stade de la Paoute, Grasse Spectateurs : 2 000 Diffuseur : beIN Sports 1 (multiplex), beIN Sports MAX 9 Arbitrage : Jérémy Stinat |
| 18h00           | Gueye 33e · Souda 80e                                           | Rapport              |                                                                              | Stade de la Paoute, Grasse Spectateurs : 2 000 Diffuseur : beIN Sports 1 (multiplex), beIN Sports MAX 9 Arbitrage : Jérémy Stinat | Stade de la Paoute, Grasse Spectateurs : 2 000 Diffuseur : beIN Sports 1 (multiplex), beIN Sports MAX 9 Arbitrage : Jérémy Stinat |
| 18h00           | Gazzaoui · Gueye · Ako · Muratori · Souda · Châtelain · Medjian | Tirs au but 4 - 5    | Raux-Yao · Vandenabeele · Abdallah · Danger · Pembélé · Younoussa · Boissier | Stade de la Paoute, Grasse Spectateurs : 2 000 Diffuseur : beIN Sports 1 (multiplex), beIN Sports MAX 9 Arbitrage : Jérémy Stinat | Stade de la Paoute, Grasse Spectateurs : 2 000 Diffuseur : beIN Sports 1 (multiplex), beIN Sports MAX 9 Arbitrage : Jérémy Stinat |

| 21 janvier 2023 | Stade plabennécois (N3) | 0 - 1   | Grenoble Foot 38 (L2)  | | |
| 18h00           |                         | (0 - 1) | 11e Sbaï               | Stade de Kervéguen, Plabennec Spectateurs : 2 500 Diffuseur : beIN Sports 1 (multiplex), beIN Sports MAX 8 Arbitrage : Marc Bollengier | Stade de Kervéguen, Plabennec Spectateurs : 2 500 Diffuseur : beIN Sports 1 (multiplex), beIN Sports MAX 8 Arbitrage : Marc Bollengier |
| 18h00           | Kujabi 55e              | Rapport | 23e Phaëton · 86e Sbaï | Stade de Kervéguen, Plabennec Spectateurs : 2 500 Diffuseur : beIN Sports 1 (multiplex), beIN Sports MAX 8 Arbitrage : Marc Bollengier | Stade de Kervéguen, Plabennec Spectateurs : 2 500 Diffuseur : beIN Sports 1 (multiplex), beIN Sports MAX 8 Arbitrage : Marc Bollengier |

| 21 janvier 2023 | FCO Strasbourg Koenigshoffen (R1) | 0 - 1   | Angers SCO (L1)        | | |
| 20h45           |                                   | (0 - 1) | 16e Blažič             | Stade de la Meinau, Strasbourg Spectateurs : 18 705 Diffuseur : beIN Sports 1 Arbitrage : Jérémie Pignard | Stade de la Meinau, Strasbourg Spectateurs : 18 705 Diffuseur : beIN Sports 1 Arbitrage : Jérémie Pignard |
| 20h45           |                                   | Rapport | 73e Mendy · 82e Salama | Stade de la Meinau, Strasbourg Spectateurs : 18 705 Diffuseur : beIN Sports 1 Arbitrage : Jérémie Pignard | Stade de la Meinau, Strasbourg Spectateurs : 18 705 Diffuseur : beIN Sports 1 Arbitrage : Jérémie Pignard |

| 22 janvier 2023 | LOSC Lille (L1)                    | 2 - 0   | Pau FC (L2) | | |
| 18h30           | Kouassi 37e (csc) · Ang. Gomes 79e | (1 - 0) |             | Stade Pierre-Mauroy, Villeneuve-d'Ascq Spectateurs : 12 451 Diffuseur : beIN Sports 1 (multiplex), beIN Sports MAX 4 Arbitrage : Thomas Léonard | Stade Pierre-Mauroy, Villeneuve-d'Ascq Spectateurs : 12 451 Diffuseur : beIN Sports 1 (multiplex), beIN Sports MAX 4 Arbitrage : Thomas Léonard |
| 18h30           | Rapport                            |         |             | Stade Pierre-Mauroy, Villeneuve-d'Ascq Spectateurs : 12 451 Diffuseur : beIN Sports 1 (multiplex), beIN Sports MAX 4 Arbitrage : Thomas Léonard | Stade Pierre-Mauroy, Villeneuve-d'Ascq Spectateurs : 12 451 Diffuseur : beIN Sports 1 (multiplex), beIN Sports MAX 4 Arbitrage : Thomas Léonard |

| 22 janvier 2023 | Chamois niortais FC (L2) | 0 - 4   | AJ Auxerre (L1)                            | | |
| 18h30           |                          | (0 - 2) | 39e 67e Perrin · 43e Da Costa · 64e Abline | Stade René-Gaillard, Niort Spectateurs : 2 429 Diffuseur : beIN Sports 1 (multiplex), beIN Sports MAX 5 Arbitrage : Ruddy Buquet | Stade René-Gaillard, Niort Spectateurs : 2 429 Diffuseur : beIN Sports 1 (multiplex), beIN Sports MAX 5 Arbitrage : Ruddy Buquet |
| 18h30           |                          | Rapport | 34e Sakhi                                  | Stade René-Gaillard, Niort Spectateurs : 2 429 Diffuseur : beIN Sports 1 (multiplex), beIN Sports MAX 5 Arbitrage : Ruddy Buquet | Stade René-Gaillard, Niort Spectateurs : 2 429 Diffuseur : beIN Sports 1 (multiplex), beIN Sports MAX 5 Arbitrage : Ruddy Buquet |

| 22 janvier 2023 | Le Puy Foot 43 Auvergne (N)           | 0 - 0 3 - 5 t. a. b. | Vierzon FC (N2)                             | | |
| 18h30           |                                       | (0 - 0)              |                                             | Stade Charles-Massot, Le Puy-en-Velay Spectateurs : 2 008 Diffuseur : beIN Sports 1 (multiplex), beIN Sports MAX 6 Arbitrage : Jérôme Brisard | Stade Charles-Massot, Le Puy-en-Velay Spectateurs : 2 008 Diffuseur : beIN Sports 1 (multiplex), beIN Sports MAX 6 Arbitrage : Jérôme Brisard |
| 18h30           | Rapport                               |                      |                                             | Stade Charles-Massot, Le Puy-en-Velay Spectateurs : 2 008 Diffuseur : beIN Sports 1 (multiplex), beIN Sports MAX 6 Arbitrage : Jérôme Brisard | Stade Charles-Massot, Le Puy-en-Velay Spectateurs : 2 008 Diffuseur : beIN Sports 1 (multiplex), beIN Sports MAX 6 Arbitrage : Jérôme Brisard |
| 18h30           | Ben Fredj · Meyer · M'Bemba · Sangaré | Tirs au but 3 - 5    | Fabien · Khechim · N'Guessan · Koné · Bandu | Stade Charles-Massot, Le Puy-en-Velay Spectateurs : 2 008 Diffuseur : beIN Sports 1 (multiplex), beIN Sports MAX 6 Arbitrage : Jérôme Brisard | Stade Charles-Massot, Le Puy-en-Velay Spectateurs : 2 008 Diffuseur : beIN Sports 1 (multiplex), beIN Sports MAX 6 Arbitrage : Jérôme Brisard |

| 22 janvier 2023 | ASM Belfort (N2)                              | 1 - 1 3 - 4 t. a. b. | FC Annecy (L2)                               | | |
| 18h30           | Sissoko 10e                                   | (1 - 0)              | 56e Baldé                                    | Stade Roger-Serzian, Belfort Spectateurs : 2 300 Diffuseur : beIN Sports 1 (multiplex), beIN Sports MAX 7 Arbitrage : Bastien Dechepy | Stade Roger-Serzian, Belfort Spectateurs : 2 300 Diffuseur : beIN Sports 1 (multiplex), beIN Sports MAX 7 Arbitrage : Bastien Dechepy |
| 18h30           | Voirol 90+1e                                  | Rapport              | 82e Pajot · 90+3e Bastian ·                  | Stade Roger-Serzian, Belfort Spectateurs : 2 300 Diffuseur : beIN Sports 1 (multiplex), beIN Sports MAX 7 Arbitrage : Bastien Dechepy | Stade Roger-Serzian, Belfort Spectateurs : 2 300 Diffuseur : beIN Sports 1 (multiplex), beIN Sports MAX 7 Arbitrage : Bastien Dechepy |
| 18h30           | Regnier · Ramos · Sissoko · Berrabha · Cuenin | Tirs au but 3 - 4    | Kashi · Billemaz · Pajot · Temanfo · Bosetti | Stade Roger-Serzian, Belfort Spectateurs : 2 300 Diffuseur : beIN Sports 1 (multiplex), beIN Sports MAX 7 Arbitrage : Bastien Dechepy | Stade Roger-Serzian, Belfort Spectateurs : 2 300 Diffuseur : beIN Sports 1 (multiplex), beIN Sports MAX 7 Arbitrage : Bastien Dechepy |

| 22 janvier 2023 | ES Thaon (N3)                           | 0 - 0 2 - 4 t. a. b. | FC Nantes (L1)                                 | | |
| 18h30           |                                         | (0 - 0)              |                                                | Stade de la Colombière, Épinal Spectateurs : 5 500 Diffuseur : beIN Sports 1 (multiplex), beIN Sports MAX 8 Arbitrage : Hakim Ben El Hadj | Stade de la Colombière, Épinal Spectateurs : 5 500 Diffuseur : beIN Sports 1 (multiplex), beIN Sports MAX 8 Arbitrage : Hakim Ben El Hadj |
| 18h30           | Cissé 45+1e · Condi 48e                 | Rapport              | 56e Castelletto · 64e Girotto · 85e Hadjam ·   | Stade de la Colombière, Épinal Spectateurs : 5 500 Diffuseur : beIN Sports 1 (multiplex), beIN Sports MAX 8 Arbitrage : Hakim Ben El Hadj | Stade de la Colombière, Épinal Spectateurs : 5 500 Diffuseur : beIN Sports 1 (multiplex), beIN Sports MAX 8 Arbitrage : Hakim Ben El Hadj |
| 18h30           | Colin · Koriche · Gazagnes · Didierjean | Tirs au but 2 - 4    | Guessand · Hadjam · Girotto · Ganago · Mohamed | Stade de la Colombière, Épinal Spectateurs : 5 500 Diffuseur : beIN Sports 1 (multiplex), beIN Sports MAX 8 Arbitrage : Hakim Ben El Hadj | Stade de la Colombière, Épinal Spectateurs : 5 500 Diffuseur : beIN Sports 1 (multiplex), beIN Sports MAX 8 Arbitrage : Hakim Ben El Hadj |

| 22 janvier 2023 | Stade brestois 29 (L1) | 1 - 3   | RC Lens (L1)                         | | |
| 21h00           | Slimani 19e            | (1 - 3) | 5e Saïd · 30e Medina · 37e Thomasson | Stade Francis-Le Blé, Brest Spectateurs : 7 000 Diffuseur : beIN Sports 1 Arbitrage : Pierre Gaillouste | Stade Francis-Le Blé, Brest Spectateurs : 7 000 Diffuseur : beIN Sports 1 Arbitrage : Pierre Gaillouste |
| 21h00           | Lees-Melou 31e         | Rapport |                                      | Stade Francis-Le Blé, Brest Spectateurs : 7 000 Diffuseur : beIN Sports 1 Arbitrage : Pierre Gaillouste | Stade Francis-Le Blé, Brest Spectateurs : 7 000 Diffuseur : beIN Sports 1 Arbitrage : Pierre Gaillouste |

| 23 janvier 2023 | US Pays de Cassel (R1) | 0 - 7   | Paris Saint-Germain (L1)                            | | |
| 20 h 45         |                        | (0 - 4) | 29e 34e 40e 56e 79e Mbappé · 33e Neymar · 64e Soler | Stade Bollaert-Delelis, Lens Spectateurs : 38 000 Diffuseur : beIN Sports 1 Arbitrage : Willy Delajod | Stade Bollaert-Delelis, Lens Spectateurs : 38 000 Diffuseur : beIN Sports 1 Arbitrage : Willy Delajod |
| 20 h 45         | Rapport                |         |                                                     | Stade Bollaert-Delelis, Lens Spectateurs : 38 000 Diffuseur : beIN Sports 1 Arbitrage : Willy Delajod | Stade Bollaert-Delelis, Lens Spectateurs : 38 000 Diffuseur : beIN Sports 1 Arbitrage : Willy Delajod |

### Huitièmes de finale

#### Participants
Le tirage au sort a lieu le 23 janvier à 19h00, précédant la dernière rencontre des 16es entre l'US Pays de Cassel et le Paris Saint-Germain, et diffusé sur beIN Sports 1.
À ce stade de la compétition, le petit poucet est le Vierzon FC qui évolue en N2.

#### Rencontres
Les rencontres sont prévues les mardi 7 et mercredi 8 février, se déroulent finalement les mercredi 8 et jeudi 9 février.
| 8 février 2023 | Olympique lyonnais (L1)               | 2 - 2 4 - 2 t. a. b. | LOSC Lille (L1)                        | | |
| 18h15          | Cherki 8e · Lacazette 21e             | (2 - 1)              | 29e (pen.) David · 64e Zhegrova        | Groupama Stadium, Décines-Charpieu Spectateurs : 24 779 Diffuseur : beIN Sports 1, beIN Sports 2 (multiplex) Arbitrage : Benoît Millot | Groupama Stadium, Décines-Charpieu Spectateurs : 24 779 Diffuseur : beIN Sports 1, beIN Sports 2 (multiplex) Arbitrage : Benoît Millot |
| 18h15          | Barcola 26e · Diomandé 84e            | Rapport              | 29e Zhegrova · 30e David · 75e André · | Groupama Stadium, Décines-Charpieu Spectateurs : 24 779 Diffuseur : beIN Sports 1, beIN Sports 2 (multiplex) Arbitrage : Benoît Millot | Groupama Stadium, Décines-Charpieu Spectateurs : 24 779 Diffuseur : beIN Sports 1, beIN Sports 2 (multiplex) Arbitrage : Benoît Millot |
| 18h15          | Tolisso · Dembélé · Caqueret · Lovren | Tirs au but 4 - 2    | Ang. Gomes · Cabella · Bayo · Weah     | Groupama Stadium, Décines-Charpieu Spectateurs : 24 779 Diffuseur : beIN Sports 1, beIN Sports 2 (multiplex) Arbitrage : Benoît Millot | Groupama Stadium, Décines-Charpieu Spectateurs : 24 779 Diffuseur : beIN Sports 1, beIN Sports 2 (multiplex) Arbitrage : Benoît Millot |

| 8 février 2023 | Angers SCO (L1)                 | 1 - 1 2 - 4 t. a. b. | FC Nantes (L1)                          | | |
| 18h15          | Sima 6e                         | (1 - 0)              | 87e Mollet                              | Stade Raymond-Kopa, Angers Spectateurs : 13 934 Diffuseur : beIN Sports 2 (multiplex), beIN Sports MAX 4 Arbitrage : Benoît Bastien | Stade Raymond-Kopa, Angers Spectateurs : 13 934 Diffuseur : beIN Sports 2 (multiplex), beIN Sports MAX 4 Arbitrage : Benoît Bastien |
| 18h15          |                                 | Rapport              | 54e Guessand · 90e Traoré ·             | Stade Raymond-Kopa, Angers Spectateurs : 13 934 Diffuseur : beIN Sports 2 (multiplex), beIN Sports MAX 4 Arbitrage : Benoît Bastien | Stade Raymond-Kopa, Angers Spectateurs : 13 934 Diffuseur : beIN Sports 2 (multiplex), beIN Sports MAX 4 Arbitrage : Benoît Bastien |
| 18h15          | Sima · Ghoulam · Hunou · Thioub | Tirs au but 2 - 4    | Delort · Mohamed · Mollet · João Victor | Stade Raymond-Kopa, Angers Spectateurs : 13 934 Diffuseur : beIN Sports 2 (multiplex), beIN Sports MAX 4 Arbitrage : Benoît Bastien | Stade Raymond-Kopa, Angers Spectateurs : 13 934 Diffuseur : beIN Sports 2 (multiplex), beIN Sports MAX 4 Arbitrage : Benoît Bastien |

| 8 février 2023 | Toulouse FC (L1)                             | 3 - 1   | Stade de Reims (L1) | | |
| 18h15          | Diouf 23e (csc) · Aboukhlal 35e · Chaïbi 62e | (2 - 0) | 89e Cajuste         | Stadium de Toulouse, Toulouse Spectateurs : 17 660 Diffuseur : beIN Sports 2 (multiplex), beIN Sports MAX 5 Arbitrage : Willy Delajod | Stadium de Toulouse, Toulouse Spectateurs : 17 660 Diffuseur : beIN Sports 2 (multiplex), beIN Sports MAX 5 Arbitrage : Willy Delajod |
| 18h15          | Aboukhlal 55e · Spierings 70e                | Rapport | 7e Lopy · 51e Busi  | Stadium de Toulouse, Toulouse Spectateurs : 17 660 Diffuseur : beIN Sports 2 (multiplex), beIN Sports MAX 5 Arbitrage : Willy Delajod | Stadium de Toulouse, Toulouse Spectateurs : 17 660 Diffuseur : beIN Sports 2 (multiplex), beIN Sports MAX 5 Arbitrage : Willy Delajod |

| 8 février 2023 | AJ Auxerre (L1)              | 2 - 3   | Rodez AF (L2)                       | | |
| 18h15          | Niang 45+2e · Jubal Jr 90+1e | (1 - 1) | 3e Mendes · 68e Corredor · 76e Park | Stade de l'Abbé-Deschamps, Auxerre Spectateurs : 6 000 Diffuseur : beIN Sports 2 (multiplex), beIN Sports MAX 6 Arbitrage : Stéphanie Frappart | Stade de l'Abbé-Deschamps, Auxerre Spectateurs : 6 000 Diffuseur : beIN Sports 2 (multiplex), beIN Sports MAX 6 Arbitrage : Stéphanie Frappart |
| 18h15          | Sakhi 65e · Bain 75e         | Rapport | 61e Valerio · 90+5e Adeline         | Stade de l'Abbé-Deschamps, Auxerre Spectateurs : 6 000 Diffuseur : beIN Sports 2 (multiplex), beIN Sports MAX 6 Arbitrage : Stéphanie Frappart | Stade de l'Abbé-Deschamps, Auxerre Spectateurs : 6 000 Diffuseur : beIN Sports 2 (multiplex), beIN Sports MAX 6 Arbitrage : Stéphanie Frappart |

| 8 février 2023 | Paris FC (L2)                                                        | 1 - 1 5 - 6 t. a. b. | FC Annecy (L2)                                                                  | | |
| 18h15          | Boutaïb 90+1e                                                        | (0 - 0)              | 67e Farade                                                                      | Stade Charléty, Paris Spectateurs : 4 216 Diffuseur : beIN Sports 2 (multiplex), beIN Sports MAX 7 Arbitrage : Pierre Gaillouste | Stade Charléty, Paris Spectateurs : 4 216 Diffuseur : beIN Sports 2 (multiplex), beIN Sports MAX 7 Arbitrage : Pierre Gaillouste |
| 18h15          | Rapport                                                              |                      |                                                                                 | Stade Charléty, Paris Spectateurs : 4 216 Diffuseur : beIN Sports 2 (multiplex), beIN Sports MAX 7 Arbitrage : Pierre Gaillouste | Stade Charléty, Paris Spectateurs : 4 216 Diffuseur : beIN Sports 2 (multiplex), beIN Sports MAX 7 Arbitrage : Pierre Gaillouste |
| 18h15          | Boutaïb · Caddy · Kebbal · Phiri · Mandouki · Koré · Hanin · Chergui | Tirs au but 5 - 6    | Farade · Mouanga · Testud · El Jaouhari · Billemaz · Jean · Gonçalves · Temanfo | Stade Charléty, Paris Spectateurs : 4 216 Diffuseur : beIN Sports 2 (multiplex), beIN Sports MAX 7 Arbitrage : Pierre Gaillouste | Stade Charléty, Paris Spectateurs : 4 216 Diffuseur : beIN Sports 2 (multiplex), beIN Sports MAX 7 Arbitrage : Pierre Gaillouste |

| 8 février 2023 | Vierzon FC (N2)     | 0 - 1   | Grenoble Foot 38 (L2) | | |
| 18h15          |                     | (0 - 0) | 53e Nestor            | Stade de Brouhot, Vierzon Spectateurs : 2 000 Diffuseur : beIN Sports 2 (multiplex), beIN Sports MAX 8 Arbitrage : Ruddy Buquet | Stade de Brouhot, Vierzon Spectateurs : 2 000 Diffuseur : beIN Sports 2 (multiplex), beIN Sports MAX 8 Arbitrage : Ruddy Buquet |
| 18h15          | Bayilu Bonyonya 70e | Rapport |                       | Stade de Brouhot, Vierzon Spectateurs : 2 000 Diffuseur : beIN Sports 2 (multiplex), beIN Sports MAX 8 Arbitrage : Ruddy Buquet | Stade de Brouhot, Vierzon Spectateurs : 2 000 Diffuseur : beIN Sports 2 (multiplex), beIN Sports MAX 8 Arbitrage : Ruddy Buquet |

| 8 février 2023 | Olympique de Marseille (L1)          | 2 - 1   | Paris Saint-Germain (L1) | | |
| 21h10          | Sánchez 31e (pen.) · Malinovskyi 57e | (1 - 1) | 45+2e Ramos              | Stade Vélodrome, Marseille Spectateurs : 65 329 Diffuseur : beIN Sports 1 et France 3 Arbitrage : François Letexier | Stade Vélodrome, Marseille Spectateurs : 65 329 Diffuseur : beIN Sports 1 et France 3 Arbitrage : François Letexier |
| 21h10          | Guendouzi 48e · Mbemba 49e           | Rapport | 64e Mendes               | Stade Vélodrome, Marseille Spectateurs : 65 329 Diffuseur : beIN Sports 1 et France 3 Arbitrage : François Letexier | Stade Vélodrome, Marseille Spectateurs : 65 329 Diffuseur : beIN Sports 1 et France 3 Arbitrage : François Letexier |

| 9 février 2023 | FC Lorient (L1)                  | 1 - 1 2 - 4 t. a. b. | RC Lens (L1)                             | | |
| 21h00          | Le Fée 84e                       | (0 - 1)              | 21e Fulgini                              | Stade du Moustoir, Lorient Spectateurs : 14 835 Diffuseur : beIN Sports 1 Arbitrage : Jérémie Pignard | Stade du Moustoir, Lorient Spectateurs : 14 835 Diffuseur : beIN Sports 1 Arbitrage : Jérémie Pignard |
| 21h00          |                                  | Rapport              | 50e Poręba · 60e Boura · 82e Gradit ·    | Stade du Moustoir, Lorient Spectateurs : 14 835 Diffuseur : beIN Sports 1 Arbitrage : Jérémie Pignard | Stade du Moustoir, Lorient Spectateurs : 14 835 Diffuseur : beIN Sports 1 Arbitrage : Jérémie Pignard |
| 21h00          | Le Fée · Talbi · Doucouré · Koné | Tirs au but 2 - 4    | Frankowski · Sotoca · Thomasson · Medina | Stade du Moustoir, Lorient Spectateurs : 14 835 Diffuseur : beIN Sports 1 Arbitrage : Jérémie Pignard | Stade du Moustoir, Lorient Spectateurs : 14 835 Diffuseur : beIN Sports 1 Arbitrage : Jérémie Pignard |

### Quarts de finale

#### Participants
Le tirage au sort a lieu le 9 février à 20h45, précédant la dernière rencontre des 8es entre le FC Lorient et le RC Lens, et diffusé sur France 3.

#### Rencontres
Les rencontres sont prévues le mardi 28 février et mercredi 1er mars 2023.
| 28 février 2023 | Olympique lyonnais (L1)    | 2 - 1   | Grenoble Foot 38 (L2) | Groupama Stadium, Décines-Charpieu                                                                                      | |
| 21h10           | Barcola 24e · Jeffinho 38e | (2 - 0) | 74e Sbaï              | Spectateurs : 34 017 Diffuseur : beIN Sports 1, France 2 Arbitrage : Stéphanie Frappart Arbitre vidéo : Bastien Dechepy | Spectateurs : 34 017 Diffuseur : beIN Sports 1, France 2 Arbitrage : Stéphanie Frappart Arbitre vidéo : Bastien Dechepy |
| 21h10           |                            | Rapport | 82e Bambock           | Spectateurs : 34 017 Diffuseur : beIN Sports 1, France 2 Arbitrage : Stéphanie Frappart Arbitre vidéo : Bastien Dechepy | Spectateurs : 34 017 Diffuseur : beIN Sports 1, France 2 Arbitrage : Stéphanie Frappart Arbitre vidéo : Bastien Dechepy |

| 1er mars 2023 | FC Nantes (L1)               | 2 - 1   | RC Lens (L1) | Stade de la Beaujoire, Nantes                                                                        | |
| 18h15         | Delort 31e (pen.) 59e (pen.) | (1 - 1) | 28e Fofana   | Spectateurs : 0 Diffuseur : beIN Sports 1 Arbitrage : Clément Turpin Arbitre vidéo : Eric Wattellier | Spectateurs : 0 Diffuseur : beIN Sports 1 Arbitrage : Clément Turpin Arbitre vidéo : Eric Wattellier |
| 18h15         | Rapport                      |         |              | Spectateurs : 0 Diffuseur : beIN Sports 1 Arbitrage : Clément Turpin Arbitre vidéo : Eric Wattellier | Spectateurs : 0 Diffuseur : beIN Sports 1 Arbitrage : Clément Turpin Arbitre vidéo : Eric Wattellier |

| 1er mars 2023 | Toulouse FC (L1)                                                                    | 6 - 1   | Rodez AF (L2) | Stadium de Toulouse, Toulouse                                                                            | |
| 18h45         | Aboukhlal 5e · van den Boomen 7e · Dallinga 10e 51e (pen.) · Chaïbi 21e · Suazo 38e | (5 - 0) | 69e Younoussa | Spectateurs : 30 480 Diffuseur : beIN Sports 2 Arbitrage : Jérémie Pignard Arbitre vidéo : Wilfried Bien | Spectateurs : 30 480 Diffuseur : beIN Sports 2 Arbitrage : Jérémie Pignard Arbitre vidéo : Wilfried Bien |
| 18h45         |                                                                                     | Rapport | 20e Raux-Yao  | Spectateurs : 30 480 Diffuseur : beIN Sports 2 Arbitrage : Jérémie Pignard Arbitre vidéo : Wilfried Bien | Spectateurs : 30 480 Diffuseur : beIN Sports 2 Arbitrage : Jérémie Pignard Arbitre vidéo : Wilfried Bien |

| 1er mars 2023 | Olympique de Marseille (L1)                                                   | 2 - 2             | FC Annecy (L2)                                                            | Stade Vélodrome, Marseille                                                                              | |
| 21h00         | Veretout 29e · Mughe 90+6e                                                    | (1 - 0, 2 - 2)    | 53e Dion · 59e Mouanga                                                    | Spectateurs : 63 929 Diffuseur : beIN Sports 1 Arbitrage : Benoît Bastien Arbitre vidéo : Jérémy Stinat | Spectateurs : 63 929 Diffuseur : beIN Sports 1 Arbitrage : Benoît Bastien Arbitre vidéo : Jérémy Stinat |
| 21h00         | Rapport                                                                       |                   |                                                                           | Spectateurs : 63 929 Diffuseur : beIN Sports 1 Arbitrage : Benoît Bastien Arbitre vidéo : Jérémy Stinat | Spectateurs : 63 929 Diffuseur : beIN Sports 1 Arbitrage : Benoît Bastien Arbitre vidéo : Jérémy Stinat |
| 21h00         | Guendouzi · Sánchez · Tavares · Clauss · Ounahi · Vitinha · Rongier · Balerdi | Tirs au but 6 - 7 | Kashi · Demoncy · Mouanga · Baldé · Jean · El Jaouhari · Shamal · Lajugie | Spectateurs : 63 929 Diffuseur : beIN Sports 1 Arbitrage : Benoît Bastien Arbitre vidéo : Jérémy Stinat | Spectateurs : 63 929 Diffuseur : beIN Sports 1 Arbitrage : Benoît Bastien Arbitre vidéo : Jérémy Stinat |

### Demi-finales
Les rencontres sont prévues le mercredi 5 avril 2023.
| 5 avril 2023 | FC Nantes (L1) | 1 - 0   | Olympique lyonnais (L1)      | Stade de la Beaujoire, Nantes                                                                                         | |
| 21h10        | Blas 57e       | (0 - 0) |                              | Spectateurs : 34 687 Diffuseur : beIN Sports 1, France 3 Arbitrage : Bastien Dechepy Arbitre vidéo : Dominique Julien | Spectateurs : 34 687 Diffuseur : beIN Sports 1, France 3 Arbitrage : Bastien Dechepy Arbitre vidéo : Dominique Julien |
| 21h10        | Girotto 83e    | Rapport | 45+4e Tolisso · 90+5e Lovren | Spectateurs : 34 687 Diffuseur : beIN Sports 1, France 3 Arbitrage : Bastien Dechepy Arbitre vidéo : Dominique Julien | Spectateurs : 34 687 Diffuseur : beIN Sports 1, France 3 Arbitrage : Bastien Dechepy Arbitre vidéo : Dominique Julien |

| 6 avril 2023 | FC Annecy (L2)              | 1 - 2   | Toulouse FC (L1)           | Parc des Sports, Annecy                                                                             | |
| 20h45        | Bosetti 45+4e (pen.)        | (1 - 1) | 36e Aboukhlal · 85e Chaïbi | Spectateurs : 13 620 Diffuseur : beIN Sports 1 Arbitrage : Jérémy Stinat Arbitre vidéo : Bruno Coué | Spectateurs : 13 620 Diffuseur : beIN Sports 1 Arbitrage : Jérémy Stinat Arbitre vidéo : Bruno Coué |
| 20h45        | Temanfo 25e · Bosetti 45+5e | Rapport | 56e van den Boomen         | Spectateurs : 13 620 Diffuseur : beIN Sports 1 Arbitrage : Jérémy Stinat Arbitre vidéo : Bruno Coué | Spectateurs : 13 620 Diffuseur : beIN Sports 1 Arbitrage : Jérémy Stinat Arbitre vidéo : Bruno Coué |

### Finale
La finale oppose le Toulouse FC et le FC Nantes, vainqueur de la dernière édition. La rencontre se joue au Stade de France à Saint-Denis, à 21 h 0 heure locale, le samedi 29 avril 2023. Toulouse s'impose 5 buts à 1, après un match qu'il a dominé, menant 4 buts à zéro dès la 31e minute. Le Toulouse FC remporte ainsi sa première Coupe de France.

#### Une équipe sans joueurs français
Pour la première fois en finale de Coupe de France, une équipe aligne un onze exclusivement étranger. Le Toulouse FC est ainsi composé pour ce match de trois Néerlandais, deux Danois, un Algérien, un Marocain, un Belge, un Chilien, un Norvégien et un Cap-Verdien. Coté toulousain, le seul joueur avec la nationalité sportive française à disputer cette finale est Anthony Rouault, entré à la 82e minute.

#### Aspects extra-sportifs
Le match se déroule en pleine contestation massive contre la réforme des retraites, avec des appels à mobilisations durant la rencontre, poussant à la sécurisation et au changement de protocole,. De plus, le fiasco de l'organisation de la finale de la Ligue des champions de l'UEFA 2021-2022 pousse à la mise en place d'un dispositif policier massif. L'installation de grilles en bas des tribunes est vivement critiquée par l'Association Nationale des Supporters.
Dans ce cadre, pour limiter les tensions, les cartons rouges et sifflets distribués par des militants sont confisqués à l'entrée du stade par les stadiers bien que l'arrêté préfectoral interdisant la présence des syndicats aux abords du stade ait été suspendu par le tribunal administratif de Paris,. De plus, contrairement à la coutume, le président ne descend pas sur le terrain et le trophée a été remis à l'équipe victorieuse dans les tribunes pour limiter le risque d'un envahissement de terrain.
Malgré ces multiples facteurs, aucun incident notable est à noter à l'issue du match.

#### Parcours respectifs
Note : dans les résultats ci-dessous, le score du finaliste est toujours donné en premier (D : domicile ; E : extérieur).
| FC Nantes (L1)          | FC Nantes (L1)             | Tour             | Toulouse FC (L1)    | Toulouse FC (L1) |
| ----------------------- | -------------------------- | ---------------- | ------------------- | ---------------- |
| Adversaire              | Résultats                  |                  | Adversaire          | Résultats        |
| (N3) AF Virois          | 2 - 0 (E)                  | 32es de finale   | (N3) Lannion FC     | 7 - 1 (E)        |
| (N3) ES Thaon           | 0 - 0 (4 - 2 t. a. b.) (E) | 16es de finale   | (L1) AC Ajaccio     | 2 - 0 (D)        |
| (L1) Angers SCO         | 1 - 1 (4 - 2 t. a. b.) (E) | 8es de finale    | (L1) Stade de Reims | 3 - 1 (D)        |
| (L1) RC Lens            | 2 - 1 (D)                  | Quarts de finale | (L2) Rodez AF       | 6 - 1 (D)        |
| (L1) Olympique lyonnais | 1 - 0 (D)                  | Demi-finales     | (L2) FC Annecy      | 2 - 1 (E)        |

#### Feuille de match
| Nantes ·          |                          |  |
| Titulaires :      |                          |  |
|                   |                          |  |
| 01                | Alban Lafont             |  |
| 38                | João Victor 66e          |  |
| 04                | Nicolas Pallois 46e      |  |
| 21                | Jean-Charles Castelletto |  |
| 28                | Fabien Centonze          |  |
| 03                | Andrei Girotto           |  |
| 25                | Florent Mollet 46e       |  |
| 17                | Moussa Sissoko           |  |
| 27                | Moses Simon 46e          |  |
| 31                | Mostafa Mohamed          |  |
| 10                | Ludovic Blas 82e         |  |
|                   |                          |  |
| Remplaçants :     |                          |  |
| 16                | Rémy Descamps            |  |
| 24                | Sébastien Corchia        |  |
| 26                | Jaouen Hadjam            |  |
| 29                | Quentin Merlin 66e       |  |
| 08                | Samuel Moutoussamy 46e   |  |
| 11                | Marcus Coco 82e          |  |
| 99                | Andy Delort 46e          |  |
| 14                | Ignatius Ganago 46e      |  |
| 07                | Evann Guessand           |  |
|                   |                          |  |
| Entraîneur :      |                          |  |
| Antoine Kombouaré |                          |  |

| Toulouse ·         |                       |  |
| Titulaires :       |                       |  |
|                    |                       |  |
| 16                 | Kjetil Haug           |  |
| 03                 | Mikkel Desler         |  |
| 14                 | Logan Costa 82e       |  |
| 02                 | Rasmus Nicolaisen     |  |
| 15                 | Gabriel Suazo         |  |
| 10                 | Brecht Dejaegere 69e  |  |
| 17                 | Stijn Spierings 82e   |  |
| 08                 | Branco van den Boomen |  |
| 06                 | Zakaria Aboukhlal     |  |
| 27                 | Thijs Dallinga 69e    |  |
| 28                 | Farès Chaïbi 76e      |  |
|                    |                       |  |
| Remplaçants :      |                       |  |
| 30                 | Maxime Dupé           |  |
| 23                 | Moussa Diarra 82e     |  |
| 26                 | Warren Kamanzi        |  |
| 04                 | Anthony Rouault 82e   |  |
| 13                 | Vincent Sierro 69e    |  |
| 05                 | Denis Genreau         |  |
| 29                 | Saïd Hamulic          |  |
| 07                 | Ado Onaiwu 69e        |  |
| 21                 | Rafael Ratão 76e      |  |
|                    |                       |  |
| Entraîneur :       |                       |  |
| Philippe Montanier |                       |  |

| Nantes ·          |                          |  |
| Titulaires :      |                          |  |
|                   |                          |  |
| 01                | Alban Lafont             |  |
| 38                | João Victor 66e          |  |
| 04                | Nicolas Pallois 46e      |  |
| 21                | Jean-Charles Castelletto |  |
| 28                | Fabien Centonze          |  |
| 03                | Andrei Girotto           |  |
| 25                | Florent Mollet 46e       |  |
| 17                | Moussa Sissoko           |  |
| 27                | Moses Simon 46e          |  |
| 31                | Mostafa Mohamed          |  |
| 10                | Ludovic Blas 82e         |  |
|                   |                          |  |
| Remplaçants :     |                          |  |
| 16                | Rémy Descamps            |  |
| 24                | Sébastien Corchia        |  |
| 26                | Jaouen Hadjam            |  |
| 29                | Quentin Merlin 66e       |  |
| 08                | Samuel Moutoussamy 46e   |  |
| 11                | Marcus Coco 82e          |  |
| 99                | Andy Delort 46e          |  |
| 14                | Ignatius Ganago 46e      |  |
| 07                | Evann Guessand           |  |
|                   |                          |  |
| Entraîneur :      |                          |  |
| Antoine Kombouaré |                          |  |

| Toulouse ·         |                       |  |
| Titulaires :       |                       |  |
|                    |                       |  |
| 16                 | Kjetil Haug           |  |
| 03                 | Mikkel Desler         |  |
| 14                 | Logan Costa 82e       |  |
| 02                 | Rasmus Nicolaisen     |  |
| 15                 | Gabriel Suazo         |  |
| 10                 | Brecht Dejaegere 69e  |  |
| 17                 | Stijn Spierings 82e   |  |
| 08                 | Branco van den Boomen |  |
| 06                 | Zakaria Aboukhlal     |  |
| 27                 | Thijs Dallinga 69e    |  |
| 28                 | Farès Chaïbi 76e      |  |
|                    |                       |  |
| Remplaçants :      |                       |  |
| 30                 | Maxime Dupé           |  |
| 23                 | Moussa Diarra 82e     |  |
| 26                 | Warren Kamanzi        |  |
| 04                 | Anthony Rouault 82e   |  |
| 13                 | Vincent Sierro 69e    |  |
| 05                 | Denis Genreau         |  |
| 29                 | Saïd Hamulic          |  |
| 07                 | Ado Onaiwu 69e        |  |
| 21                 | Rafael Ratão 76e      |  |
|                    |                       |  |
| Entraîneur :       |                       |  |
| Philippe Montanier |                       |  |

## Synthèse

### Localisation des clubs
FC Chamalières

 Clermont Foot 63
 Paris Saint-Germain

 Paris FC
 RC Strasbourg

 FC Strasbourg Koenigshoffen 06
| [[Fichier:Ile-de-France_region_location_map.svg\|290px\|{{#if:\|{{{alt}}}\|Coupe de France de football 2022-2023 est dans la page Île-de-France.]]Paris ESA Linas-Montlhéry Localisation des clubs d'Île-de-France | [[Fichier:La Réunion arrondissement commune map.svg\|250px\|{{#if:\|{{{alt}}}\|Coupe de France de football 2022-2023 est dans la page Réunion.]]La Tamponnaise Localisation du club réunionnais |

| Légende 32es de finale 16es de finale 8es de finale Quarts de finale Demi-finales Finaliste Vainqueur |

### Nombre d'équipes par division et par tour
| Divisions / Tours     | 7e tour  | 8e tour       | 32es de finale | 16es de finale | 8es de finale | Quarts de finale | Demi-finales  | Finale        | Vainqueur     |
| --------------------- | -------- | ------------- | -------------- | -------------- | ------------- | ---------------- | ------------- | ------------- | ------------- |
| Ligue 1 (1)           | Exemptés | Exemptés      | 20             | 14             | 11            | 5                | 3             | 2             | 1             |
| Ligue 2 (2)           | 20       | 15            | 12             | 7              | 4             | 3                | 1             | Aucune équipe | Aucune équipe |
| National (3)          | 12       | 6             | 4              | 1              | Aucune équipe | Aucune équipe    | Aucune équipe | Aucune équipe | Aucune équipe |
| National 2 (4)        | 34       | 21            | 14             | 5              | 1             | Aucune équipe    | Aucune équipe | Aucune équipe | Aucune équipe |
| National 3 (5)        | 41       | 23            | 7              | 3              | Aucune équipe | Aucune équipe    | Aucune équipe | Aucune équipe | Aucune équipe |
| Régional 1 (6)        | 35       | 15            | 6              | 2              | Aucune équipe | Aucune équipe    | Aucune équipe | Aucune équipe | Aucune équipe |
| Régional 2 (7)        | 18       | 3             | Aucune équipe  | Aucune équipe  | Aucune équipe | Aucune équipe    | Aucune équipe | Aucune équipe | Aucune équipe |
| Régional 3 (8)        | 1        | Aucune équipe | Aucune équipe  | Aucune équipe  | Aucune équipe | Aucune équipe    | Aucune équipe | Aucune équipe | Aucune équipe |
| Départemental 1 (8/9) | 4        | 1             | Aucune équipe  | Aucune équipe  | Aucune équipe | Aucune équipe    | Aucune équipe | Aucune équipe | Aucune équipe |
| Outre-mer             | 3        | 0+4           | 1              | Aucune équipe  | Aucune équipe | Aucune équipe    | Aucune équipe | Aucune équipe | Aucune équipe |
| Total                 | 168      | 84+4          | 64             | 32             | 16            | 8                | 4             | 2             | 1             |

1. 1 2  Le Départemental 1 correspond au 8e niveau au sein de la ligue Méditerranée : il n'y a pas de championnat de Régional 3 (Structure du football en France).
2. ↑  Entrée de 4 clubs ultramarins.

### Parcours des clubs professionnels
- Les clubs de National font leur entrée dans la compétition lors du 5e tour.
- Les clubs de Ligue 2 font leur entrée dans la compétition lors du 7e tour.
- Les clubs de Ligue 1 font leur entrée dans la compétition lors des 32es de finale.

| Clubs                  | Parcours précédent     | Parcours 2022-2023 |
| ---------------------- | ---------------------- | ------------------ |
| Paris Saint-Germain    | 1/8 de finale          | 1/8 de finale      |
| Olympique de Marseille | 1/4 de finale          | 1/4 de finale      |
| AS Monaco              | 1/2 finale             | 1/32 de finale     |
| Stade rennais FC       | 1/16 de finale         | 1/16 de finale     |
| OGC Nice               | Finaliste              | 1/32 de finale     |
| RC Strasbourg Alsace   | 1/16 de finale         | 1/32 de finale     |
| RC Lens                | 1/8 de finale          | 1/4 de finale      |
| Olympique lyonnais     | 1/32 de finale (exclu) | 1/2 finale         |
| FC Nantes              | Vainqueur              | Finaliste          |
| LOSC Lille             | 1/16 de finale         | 1/8 de finale      |
| Stade brestois 29      | 1/8 de finale          | 1/16 de finale     |
| Stade de Reims         | 1/8 de finale          | 1/8 de finale      |
| Montpellier HSC        | 1/8 de finale          | 1/32 de finale     |
| Angers SCO             | 1/32 de finale         | 1/8 de finale      |
| ES Troyes AC           | 1/32 de finale         | 1/32 de finale     |
| FC Lorient             | 1/32 de finale         | 1/8 de finale      |
| Clermont Foot 63       | 1/16 de finale         | 1/32 de finale     |
| Toulouse FC            | 1/8 de finale          | Vainqueur          |
| AC Ajaccio             | 7e tour                | 1/16 de finale     |
| AJ Auxerre             | 1/32 de finale         | 1/8 de finale      |

| Clubs                       | Parcours précédent     | Parcours 2022-2023   |
| --------------------------- | ---------------------- | -------------------- |
| AS Saint-Étienne            | 1/8 de finale          | 7e tour              |
| FC Metz                     | 1/32 de finale         | 1/32 de finale       |
| FC Girondins de Bordeaux    | 1/16 de finale         | 1/32 de finale       |
| Paris FC                    | 1/32 de finale (exclu) | 1/8 de finale        |
| FC Sochaux-Montbéliard      | 1/32 de finale         | 8e tour              |
| EA Guingamp                 | 1/32 de finale         | 8e tour              |
| SM Caen                     | 7e tour                | 8e tour (tapis vert) |
| Le Havre AC                 | 8e tour                | 7e tour              |
| Nîmes Olympique             | 1/32 de finale         | 1/32 de finale       |
| Pau FC                      | 7e tour                | 1/16 de finale       |
| Dijon FCO                   | 1/32 de finale         | 7e tour              |
| SC Bastia                   | 1/4 de finale          | 1/16 de finale       |
| Chamois niortais FC         | Interdit               | 1/16 de finale       |
| Amiens SC                   | 1/4 de finale          | 1/32 de finale       |
| Grenoble Foot 38            | 8e tour                | 1/4 de finale        |
| Valenciennes FC             | 1/32 de finale         | 1/32 de finale       |
| Rodez AF                    | 8e tour                | 1/4 de finale        |
| US Quevilly Rouen Métropole | 1/16 de finale         | 7e tour              |
| Stade lavallois             | 1/32 de finale         | 7e tour              |
| FC Annecy                   | 5e tour                | 1/2 finale           |

| Clubs             | Parcours précédent | Parcours 2022-2023 |
| ----------------- | ------------------ | ------------------ |
| USL Dunkerque     | 7e tour            | 1/32 de finale     |
| AS Nancy-Lorraine | 1/8 de finale      | 7e tour            |
| LB Châteauroux    | 6e tour            | 1/32 de finale     |
| US Orléans        | 8e tour            | 6e tour            |
| Le Mans FC        | 8e tour            | 7e tour            |
| Red Star FC       | 1/32 de finale     | 7e tour            |

### Clubs professionnels éliminés par des clubs amateurs
| Tour    | Club professionnel                    | Club amateur                        | Écart |
| ------- | ------------------------------------- | ----------------------------------- | ----- |
| 6e tour | US Orléans (N)                        | Avoine Olympique Chinon Cinais (N3) | 2     |
| 7e tour | Dijon FCO (L2)                        | St-Pryvé St-Hilaire FC (N2)         | 2     |
| 7e tour | Stade lavallois (L2)                  | Orvault SF (R1)                     | 4     |
| 7e tour | Le Havre AC (L2)                      | US Alençon 61 (N3)                  | 3     |
| 7e tour | US Quevilly-Rouen Métropole (L2)      | FCM Aubervilliers (N3)              | 3     |
| 7e tour | Le Mans FC (N)                        | US Fougères (N3)                    | 2     |
| 7e tour | AS Nancy-Lorraine (N)                 | US Reipertswiller (R1)              | 3     |
| 8e tour | FC Sochaux-Montbéliard (L2)           | ES Thaon (N3)                       | 3     |
| 8e tour | EA Guingamp (L2)                      | VHF Les Herbiers (N2)               | 2     |
| 8e tour | SM Caen (L2) (éliminé sur tapis vert) | AF Vire (N3)                        | 3     |
| 1/32    | Clermont Foot 63 (L1)                 | FCO Strasbourg Koenigshoffen (R1)   | 5     |
| 1/32    | OGC Nice (L1)                         | Le Puy Foot 43 Auvergne (N)         | 2     |
| 1/32    | Amiens SC (L2)                        | ES Thaon (N3)                       | 3     |